# Lista de episódios de Detetives do Prédio Azul
Esta é a lista de episódios do seriado infantil brasileiro Detetives do Prédio Azul, que é originalmente exibido pelo canal pago Gloob.
As temporadas 1 e 2 foram gravadas no mesmo ano. A primeira temporada estreou em 15 de junho de 2012, junto com a estreia do canal original, após isso com o sucesso foi renovado a uma nova temporada, estreando dia 12 de outubro de 2012, com 13 episódios. Renovando com uma terceira temporada prevista uma pré-estreia dos quatro primeiros episódios em 16 de junho de 2013, e dia 17 de junho, começou a exibição dos 26 episódios inéditos da temporada, finalizada em 22 de julho de 2013. Após o maior sucesso da terceira temporada, dois meses depois foi renovada a uma 4.ª temporada, que estreou em 2 de setembro de 2013 e terminou em 4 de outubro de 2013. A quinta temporada da série foi transmitida de 7 de abril a 12 de maio de 2014, e a sexta, de 18 de agosto a 22 de setembro do mesmo ano.
A partir de 18 de março de 2015, a série começou a ser também transmitida pelo canal TV Brasil. Em abril de 2015, a sétima e a oitava temporada foram confirmadas, mas estas sofreriam mudanças na estrutura da série. A sétima temporada estreou em 4 de abril de 2016. A oitava temporada estreou em 12 de outubro de 2016. A nona em 21 de agosto de 2017. A décima estreou em 6 de agosto de 2018 e três meses depois a décima primeira temporada  em 5 de novembro de 2018. E a décima segunda temporada estreou em 20 de maio de 2019. Já a décima terceira temporada teve sua estreia em 15 de junho de 2020. Dando entrada no novo protagonista (Max), a décima quarta temporada estreou em 14 de setembro de 2020 e terminou em 16 de outubro do mesmo ano com a chegada da nova atriz Nathália Costa (Flor). Em 17 de maio de 2021, a décima-quinta temporada estreou com mais novos atores: Stéfano Agostini como Zeca; Pia Manfroni como a bruxa Amaranta; e Mateus Solano como o bruxo Alejandro, e encerrou em 18 de junho do mesmo ano. Em 7 de março de 2022, a décima sexta temporada estreia e é encerrada no dia 8 de abril do mesmo ano, a temporada conta com a estreia de Cléo Faria que interpreta Brisa, irmã de Berenice.

## Sumário
| Temporada                      | Temporada                      | Episódios                      | Exibição original      | Exibição original      |
| Temporada                      | Temporada                      | Episódios                      | Estreia de temporada   | Final de temporada     |
| ------------------------------ | ------------------------------ | ------------------------------ | ---------------------- | ---------------------- |
|                                | 1                              | 26                             | 15 de junho de 2012    | 20 de julho de 2012    |
|                                | 2                              | 13                             | 12 de outubro de 2012  | 30 de outubro de 2012  |
|                                | 3                              | 26                             | 17 de junho de 2013    | 22 de julho de 2013    |
|                                | 4                              | 27                             | 2 de setembro de 2013  | 4 de outubro de 2013   |
|                                | 5                              | 26                             | 7 de abril de 2014     | 12 de maio de 2014     |
|                                | 6                              | 26                             | 18 de agosto de 2014   | 22 de setembro de 2014 |
|                                | 7                              | 26                             | 4 de abril de 2016     | 9 de maio de 2016      |
|                                | 8                              | 26                             | 12 de outubro de 2016  | 16 de novembro de 2016 |
| D.P.A - O Filme                | D.P.A - O Filme                | D.P.A - O Filme                | 13 de julho de 2017    | 13 de julho de 2017    |
|                                | 9                              | 26                             | 21 de agosto de 2017   | 23 de outubro de 2017  |
|                                | 10                             | 26                             | 6 de agosto de 2018    | 10 de setembro de 2018 |
|                                | 11                             | 26                             | 5 de novembro de 2018  | 7 de dezembro de 2018  |
| O Mistério Italiano            | O Mistério Italiano            | O Mistério Italiano            | 13 de dezembro de 2018 | 13 de dezembro de 2018 |
|                                | 12                             | 26 (30)                        | 20 de maio de 2019     | 21 de junho de 2019    |
|                                | 13                             | 26                             | 15 de junho de 2020    | 20 de julho de 2020    |
|                                | 14                             | 26                             | 14 de setembro de 2020 | 16 de outubro de 2020  |
|                                | 15                             | 26                             | 17 de maio de 2021     | 18 de junho de 2021    |
|                                | 16                             | 26                             | 7 de março de 2022     | 8 de abril de 2022     |
| Uma Aventura no Fim do Mundo   | Uma Aventura no Fim do Mundo   | Uma Aventura no Fim do Mundo   | 21 de abril de 2022    | 21 de abril de 2022    |
| Especial: De Volta ao Clubinho | Especial: De Volta ao Clubinho | Especial: De Volta ao Clubinho | 12 de outubro de 2022  | 12 de outubro de 2022  |
|                                | 17                             | 25                             | 22 de maio de 2023     | 23 de junho de 2023    |
|                                | 18                             | 26                             | 10 de agosto de 2023   | 12 de outubro de 2023  |
|                                | 19                             | 20                             | 19 de março de 2024    | 12 de abril de 2024    |
|                                | 20                             | 21                             | 14 de dezembro de 2024 | 30 de maio de 2025     |

## 1.ª temporada (2012)
Elenco Regular
- Letícia Pedro - Camila "Mila" Cristina
- Cauê Campos - Cícero Capim
- Caio Manhente - Tom
- Tamara Taxman - Leocádia
- Ronaldo Reis - Severino Capim
- Rodrigo Candelot - Carlos Eduardo
- Elisa Pinheiro - Rafaela

| Ordem | Número | Título                 | Exibição original   |
| --- | ------ | ---------------------- | ------------------- |
| 1 | 1      | "Acabou a Água!"       | 15 de junho de 2012 |
| Falta água no prédio Azul e a síndica, Dona Leocádia, culpa Tom, Capim e Mila. Os detetives se unem para investigar o verdadeiro motivo da falta de água e provar a inocência do trio.                                                                     |        |                        |                     |
| 2 | 2      | "Poluição Sonora"      | 18 de junho de 2012 |
| Os detetives se transformam em "Os Roqueiros do Prédio Azul", e Dona Leocádia não gosta nada dessa novidade. Ela os culpa por terem abafado o som do capítulo final de sua novela e a síndica acaba ficando surda.                                         |        |                        |                     |
| 3 | 3      | "Zumbido"              | 19 de junho de 2012 |
| Mosquitos invadem o Prédio Azul e todos ficam com medo da dengue. Dona Leocádia acredita que o aquário das crianças está atraindo os mosquitos. Ela confisca o aquário, mas os mosquitos continuam a azucrinar. A turma precisa achar o foco de mosquitos. |        |                        |                     |
| 4 | 4      | "Maior Gás"            | 20 de junho de 2012 |
| Tom está com um probleminha na barriga. Dona Leocádia é impiedosa e proíbe todos os alimentos que façam com que as crianças soltem gases. Porém, o grande mistério para os detetives é de onde vem o gás mais perigoso.                                    |        |                        |                     |
| 5 | 5      | "Curupira"             | 21 de junho de 2012 |
| Capim conta aos detetives sobre a lenda do Curupira. Mas no Prédio Azul as lendas podem se tornar realidade e, com a ajuda das trapalhadas de Dona Leocádia, muita confusão está por vir em nome da proteção à natureza.                                   |        |                        |                     |
| 6 | 6      | "Pulgas"               | 22 de junho de 2012 |
| Assim que os detetives acham um lindo gatinho na rua, todos no prédio começam a se coçar! Dona Leocádia o acusa de estar com pulgas, mas os detetives investigam para tirar a culpa do bichano.                                                            |        |                        |                     |
| 7 | 7      | "Pilha Fraca"          | 25 de junho de 2012 |
| Tom brinca com um carrinho de controle remoto e a pilha acaba. Capim sabe onde encontrar pilhas no prédio e volta carregado delas. Só que eles não sabem que são pilhas velhas e podem causar problemas.                                                   |        |                        |                     |
| 8 | 8      | "Ratos!"               | 26 de junho de 2012 |
| Ratos invadem a casa de Dona Leocádia! Ela proíbe doces no prédio e confisca todos os pirulitos e bombons de Tom, Mila e Capim. Os três detetives ficam revoltados e decidem entrar em ação.                                                               |        |                        |                     |
| 9 | 9      | "De Quem é Esse Cocô?" | 27 de junho de 2012 |
| Tem algum porcalhão fazendo cocô pelo meio do prédio. Quem será? Dona Leocádia logo desconfia de Tom, Mila e Capim. Será que os três detetives estão aprontando alguma?                                                                                    |        |                        |                     |
| 10 | 10     | "Apagão"               | 28 de junho de 2012 |
| Falta luz e, para variar, Dona Leocádia cisma que a culpa é das crianças do prédio. Tom, Mila e Capim aproveitam que estão todos no escuro para investigar a casa da síndica. E não é que descobrem algo muito suspeito?                                   |        |                        |                     |
| 11 | 11     | "Reciclagem"           | 29 de junho de 2012 |
| Capim está vendendo materiais recicláveis para uma causa especial. Mas alguém, ou melhor, a sindica, está embaralhando todos os materiais e atrapalhando o nosso amigo.                                                                                    |        |                        |                     |
| 12 | 12     | "Alergia"              | 2 de julho de 2012  |
| Dona Leocádia tem uma crise de alergia e começa a procurar o motivo pelo prédio. Quando vê que Tom, Mila e Capim estão brincando com um casal de dinossauros de pelúcia, cisma que a culpa é dos bichos!                                                   |        |                        |                     |
| 13 | 13     | "Calorão"              | 3 de julho de 2012  |
| É verão e um calor insuportável toma conta do prédio azul. E surge logo uma ideia: Tom, Mila e Capim resolvem vender sacolé para juntar dinheiro e comprar um ventilador.                                                                                  |        |                        |                     |
| 14 | 14     | "O Sumiço"             | 4 de julho de 2012  |
| Tom, Mila e Capim desconfiam que Leocádia seja uma bruxa de verdade e resolvem investigar. E o ponto de partida é uma misteriosa encomenda que chega no prédio em nome de Leocádia.                                                                        |        |                        |                     |
| 15 | 15     | "Desperdício!"         | 5 de julho de 2012  |
| Capim, Mila e Tom estão brincando quando de repente percebem várias bolas de papel jogadas no chão do pátio. Ao desamassar, eles descobrem uma história de amor e ficam curiosos sobre quem a escreveu.                                                    |        |                        |                     |
| 16 | 16     | "A Boneca"             | 6 de julho de 2012  |
| Leocádia prepara uma poção especial, mas falta o ingrediente principal: uma boneca. Ela confisca a boneca de Mila, mas os detetives se unem para recuperá-la e fazer o feitiço virar contra o feiticeiro.                                                  |        |                        |                     |
| 17 | 17     | "O Tesouro"            | 9 de julho de 2012  |
| Lucinha, sobrinha de Leocádia veio passar uns dias com a tia. Só que os detetives irão descobrir que ela está em busca de um antigo tesouro da família que, eles desvendam, está escondido no clubinho!                                                    |        |                        |                     |
| 18 | 18     | "O Pirata"             | 10 de julho de 2012 |
| Um barbudo com bengala e tapa olho chega ao prédio azul à procura de Leocádia. As crianças têm certeza de que é um pirata e os três se dividem para investigar o caso.                                                                                     |        |                        |                     |
| 19 | 19     | "Aula de Dança"        | 11 de julho de 2012 |
| Um surto de piolhos acontece no prédio e o maior suspeito dos detetives é o professor de dança de Leocádia, Ludovico. Mas a síndica acusa os três de serem os piolhentos!                                                                                  |        |                        |                     |
| 20 | 20     | "O Fantasma"           | 12 de julho de 2012 |
| Tom, Mila e Capim decidem passar a noite no clubinho. Eles ouvem um barulho vindo da portaria e um vulto branco passa por eles. Os três têm certeza de que era um fantasma.                                                                                |        |                        |                     |
| 21 | 21     | "A Poção"              | 13 de julho de 2012 |
| Mila ensaia truques de mágica com os adultos e, sem querer, faz desaparecer um anel de Leocádia. Furiosa, a bruxa faz uma receita para desaparecer criancinhas. Só que erra a mão nos ingredientes...                                                      |        |                        |                     |
| 22 | 22     | "Fim de Jogo"          | 16 de julho de 2012 |
| É a final do campeonato carioca de futebol e a energia do Prédio Azul acaba! Todos ficam sem televisão para ver o jogo. Caberá aos detetives desvendar esse mistério, antes que soe o apito final!                                                         |        |                        |                     |
| 23 | 23     | "Miopia"               | 17 de julho de 2012 |
| Duas encomendas chegam à portaria: um livro de receitas de Rafaela, e outro de Leocádia. Elas trocam os livros e Rafaela prepara um bolo suspeito. Os detetives precisam reverter esse mistério!                                                           |        |                        |                     |
| 24 | 24     | "Cobra Venenosa"       | 18 de julho de 2012 |
| D. Leocádia encontra uma cobra em seu apartamento e acha que ela foi colocada ali por Tom, Mila e Capim. Para descobrir de onde veio a cobra, os três vão investigar e provar que a culpa não é deles!                                                     |        |                        |                     |
| 25 | 25     | "Aula de Ginástica"    | 19 de julho de 2012 |
| Leocádia instaura a “ginástica rejuvenescedora da professora Leocádia”. Os detetives descobrem que ela estava filmando as aulas para vender Dvds! Então, eles decidem filmar a rotina gulosa da síndica!                                                   |        |                        |                     |
| 26 | 26     | "A Despedida"          | 20 de julho de 2012 |
| Carlos Eduardo troca o envelope que ia entregar para Rafaela pelo que era para Dona Leocádia. Agora Tom e Capim têm que correr para descobrir o destino dos envelopes e revelar a todos o mal entendido.                                                   |        |                        |                     |

## 2.ª temporada (2012)
Elenco Regular
- Letícia Pedro - Camila "Mila" Cristina
- Cauê Campos - Cícero Capim
- Caio Manhente - Tom
- Tamara Taxman - Leocádia Leal
- Ronaldo Reis - Severino Capim
- Rodrigo Candelot - Carlos Eduardo
- Georgiana Góes - Beatriz "Bia"

Elenco Convidado e Recorrente
- Elisa Pinheiro - Rafaela Paz
- Bia Sion - Zoraida Zorga (Z.Z)
- Sofia Viamonte - América

| Ordem | Número | Título                       | Exibição original     |
| --- | ------ | ---------------------------- | --------------------- |
| 27 | 1      | "A Nova Moradora"            | 12 de outubro de 2012 |
| Rafaela vai passar um tempo na Índia e deixa Tom com Beatriz, sua madrinha veterinária. Bia presenteia Tom com um ovo que acaba sendo confiscado pela dona Leocádia. Mais uma missão para os Detetives!   |        |                              |                       |
| 28 | 2      | "Os Sabichões"               | 15 de outubro de 2012 |
| Leocádia resolve fazer uma poção da sabedoria com os livros confiscados de Mila, Tom e Capim. Mas quem toma a poção é Severino, que começa a falar de uma maneira estranha. Missão para os Detetives!     |        |                              |                       |
| 29 | 3      | "Concurso de Canto"          | 16 de outubro de 2012 |
| O Prédio Azul está em clima de cantoria. Todos resolvem se inscrever em um concurso musical, mas Capim bebe uma poção que o deixa com a voz muito fina. E agora, como os detetives vão participar?        |        |                              |                       |
| 30 | 4      | "Um Dia de Praia"            | 17 de outubro de 2012 |
| Tom, Mila e Capim transformam o pátio do prédio em praia. Leocádia entra no clima e vende limonada aos moradores. A síndica fica com as mãos queimadas e acusa os detetives. O que será que aconteceu?    |        |                              |                       |
| 31 | 5      | "A Diarista"                 | 18 de outubro de 2012 |
| Leocádia contrata a diarista de Carlos Eduardo para limpar a sujeira do seu apartamento. A síndica, sem provas, acusa Marineide de ter roubado um anel. Agora, os detetives terão que desvendar o caso.   |        |                              |                       |
| 32 | 6      | "Vampiro"                    | 19 de outubro de 2012 |
| Depois que um homem misterioso e obscuro procura Leocádia no prédio, os detetives começam a desconfiar que ele seja um vampiro. Em clima de terror, as crianças têm mais um mistério a ser desvendado!    |        |                              |                       |
| 33 | 7      | "Campeonato de Bolhas"       | 22 de outubro de 2012 |
| Leocádia encontra sua garrafa de vinho na mesa de Severino e a confisca de volta. Após alguns goles, bolhas de sabão saem da boca da síndica. Agora, os detetives precisam desvendar esse mistério!       |        |                              |                       |
| 34 | 8      | "Um Passarinho"              | 23 de outubro de 2012 |
| Bia dá uma calopsita de presente para Tom. Mas Leocádia proíbe animais no prédio,confisca o pássaro e decide vendê-lo. Os detetives precisam correr para conseguir livrar o animal das garras da síndica. |        |                              |                       |
| 35 | 9      | "Era Uma Vez no Prédio Azul" | 24 de outubro de 2012 |
| Leocádia confisca o livro de contos de fada de Capim e faz uma poção que acaba transportando todos para o conto da Branca de Neve. Agora, Capim, Tom e Mila terão que salvar o Prédio Azul.               |        |                              |                       |
| 36 | 10     | "O Casamento Selvagem"       | 25 de outubro de 2012 |
| Ao encontrar o vestido de casamento da sua mãe, Leocádia chama uma vidente espanhola para descobrir se ainda irá se casar. Enquanto isso, o vestido da síndica desaparece. Missão para os detetives!      |        |                              |                       |
| 37 | 11     | "A Prima da Fazenda"         | 26 de outubro de 2012 |
| A prima de Tom vem passar uns dias no Prédio Azul e encanta a todos, menos Mila que fica enciumada com os talentos da mineirinha. A detetive acaba ficando sozinha para enfrentar uma nova missão!        |        |                              |                       |
| 38 | 12     | "Jornalistas do Prédio Azul" | 29 de outubro de 2012 |
| Tom, Mila e Capim fundam o Jornal do Prédio Azul e entrevistam os moradores. Para saber a história do prédio, entrevistam Leocádia que se mostra muito nervosa. O que será que a síndica esconde?         |        |                              |                       |
| 39 | 13     | "A Invenção"                 | 30 de outubro de 2012 |
| Tom, Mila e Capim inventam uma máquina de ler pensamentos e ao ler o que se passa na cabeça de Leocádia, os detetives percebem que terão outra missão pela frente. O que será que a bruxa irá aprontar?   |        |                              |                       |

## 3.ª temporada (2013)
Elenco Regular
- Letícia Pedro - Camila "Mila" Cristina
- Cauê Campos - Cícero Capim
- Caio Manhente - Tom
- Tamara Taxman - Leocádia Leal
- Ronaldo Reis - Severino Capim
- Rodrigo Candelot - Carlos Eduardo
- Priscila Assum - Isabel "Bel"

| Ordem | Número | Título                       | Exibição original   |
| --- | ------ | ---------------------------- | ------------------- |
| 40 | 1      | "Piriri no Prédio Azul"      | 17 de junho de 2013 |
| Tom, Mila e Capim fazem um piquenique no pátio, mas Leocádia confisca todo lanche. Ela tem um piriri e culpa os meninos. |        |                              |                     |
| 41 | 2      | "A Sereia"                   | 18 de junho de 2013 |
| Severino sai com Tom, Mila e Capim para pescar e voltam trazendo uma... sereia! Os detetives saem para procurar uma piscina de plástico e enquanto isso a peixona desaparece. Missão para os detetives!                                                       |        |                              |                     |
| 42 | 3      | "Já pro Banho!"              | 19 de junho de 2013 |
| Tom, Mila e Capim estão fedidos e precisam tomar banho, mas Leocádia fez uma mágica para interromper o banho de todos. Os detetives do prédio azul precisam descobrir como a bruxa parou a água de todos os apartamentos se quiserem continuar a tomar banho. |        |                              |                     |
| 43 | 4      | "A Fada do Dente"            | 20 de junho de 2013 |
| Mila está com um dente mole, mas tem medo de arrancá-lo. Após saber da existência da Fada do Dente, ela o coloca na árvore, mas eis que surge uma fada muito estranha e exigente. Afinal, fadas existem?                                                      |        |                              |                     |
| 44 | 5      | "Leocádia Leal, a Imperial"  | 21 de junho de 2013 |
| Com uma coroa na cabeça, Leocádia acredita ser uma imperatriz. A bruxa obriga todos do Prédio a se vestirem com roupas da época em pleno verão. Os detetives resolvem investigar o mistério da coroa.                                                         |        |                              |                     |
| 45 | 6      | "O Violino Desafinado"       | 24 de junho de 2013 |
| Leocádia resolve ter aulas de violino, mas um dia ele aparece com as cordas arrebentadas. Ela não tem dúvidas de que foram os pestinhas e confisca a guitarra de Capim. Missão para os detetives!                                                             |        |                              |                     |
| 46 | 7      | "Controle Mágico"            | 25 de junho de 2013 |
| Leocádia confisca o controle do DVD e com ele consegue dar “pause” em Capim, que fica paralisado, e “mute” em Severino, que fica completamente mudo. Furiosos, Tom e Mila investigam o caso.                                                                  |        |                              |                     |
| 47 | 8      | "O Ovo Gigante"              | 26 de junho de 2013 |
| Quando um ovo gigante aparece no pátio do prédio azul, os detetives tentam solucionar esse problema tentando adivinhar que animal está dentro do ovo. |        |                              |                     |
| 48 | 9      | "A Dona do Prédio"           | 27 de junho de 2013 |
| A prima de Leocádia aparece com documentos antigos dizendo que o Prédio azul pertence a ela. Sem perder tempo, expulsa a bruxa e ameaça vender o prédio! Desesperados, os detetives têm mais uma missão!                                                      |        |                              |                     |
| 49 | 10     | "A Lamparina"                | 28 de junho de 2013 |
| Capim acha uma lamparina que Leocádia jogou fora e após limpa-la um gênio surge e o concede três desejos. Só que seus pedidos não saem como o esperado e coisas estranhas acontecem no Prédio Azul.                                                           |        |                              |                     |
| 50 | 11     | "O Guru Lin"                 | 1 de julho de 2013  |
| Leocádia recebe um Guru em sua casa para lhe ensinar técnicas de desapego e meditação. Desconfiados, os detetives resolvem investigar de perto os poderes do tal guru Lin e descobrem muitas armações.                                                        |        |                              |                     |
| 51 | 12     | "A Cola Poderosa"            | 2 de julho de 2013  |
| Dona Leocádia vai participar de um concurso de cerâmica, mas tropeça no corredor e quebra seu pote pintado com tanto amor. A bruxa coloca a culpa nos detetives que descobrem o verdadeiro culpado.                                                           |        |                              |                     |
| 52 | 13     | "Leocádia Super Star"        | 3 de julho de 2013  |
| Leocádia quer ser Lady Gaga e começa a treinar para ser uma super star. Com um vídeo na internet, um empresário aparece querendo agenciá-la. Os detetives desconfiam e partem para mais uma missão.                                                           |        |                              |                     |
| 53 | 14     | "É o Fim!"                   | 4 de julho de 2013  |
| Após receber o resultado de um exame, Leocádia começa a agir diferente e trata todos com muita gentileza. Tom, Mila e Capim estranham e resolvem descobrir o que será que aconteceu com a bruxa.                                                              |        |                              |                     |
| 54 | 15     | "Quem é Ela?"                | 5 de julho de 2013  |
| Desta vez, a bruxa quer ficar cada vez mais jovem e faz uma poção para rejuvenescer. Mas exagera na dose e acaba se transformando numa criança. E agora, como os detetives irão ajuda-la?                                                                     |        |                              |                     |
| 55 | 16     | "O Sumiço das Pizzas"        | 8 de julho de 2013  |
| Bel faz um festival de pizza para comemorar o aniversário de Tom. Leocádia está de dieta, mas não resiste e rouba um pedaço, e misteriosamente todas as pizzas somem! Missão para os detetives!                                                               |        |                              |                     |
| 56 | 17     | "A Mulher Barbada"           | 9 de julho de 2013  |
| Leocádia faz um creme para rugas, mas acaba ficando com uma tremenda barba! Capim tira uma foto da bruxa e agora ela quer a foto a qualquer preço. Será que a dona Leocádia vai ter barba para sempre?                                                        |        |                              |                     |
| 57 | 18     | "Uma Noite com Fantasmas"    | 10 de julho de 2013 |
| Debaixo do tapete da sala de Leocádia os amigos encontram um alçapão. Quando levantam a tampa... um fantasma sai lá de dentro. E agora? Como mandar o fantasma de volta para o lugar de onde veio?                                                            |        |                              |                     |
| 58 | 19     | "Vaso Frágil"                | 11 de julho de 2013 |
| Tom quebra o pé e chega no prédio chateado, Enquanto isso, um vaso da síndica some e Mila e Capim precisam investigar o mistério. E a primeira pista é uma roda de skate que encontram no corredor!                                                           |        |                              |                     |
| 59 | 20     | "Acampamento no Prédio Azul" | 12 de julho de 2013 |
| Os detetives montam um acampamento no pátio do prédio para brincar de escoteiros na selva. De repente, escutam um uivo e decidem investigar de onde vem. Será que tem um lobo no Prédio Azul?                                                                 |        |                              |                     |
| 60 | 21     | "A Boneca"                   | 15 de julho de 2013 |
| Leocádia confisca Maria Fernanda, a boneca de Mila, e a joga no caldeirão. Os detetives estranham a aparição de uma menina muito parecida com a boneca no prédio. O que será que a bruxa fez dessa vez?                                                       |        |                              |                     |
| 61 | 22     | "Feira de Ciências"          | 16 de julho de 2013 |
| Um colega de Tom vem ao prédio fazer um trabalho da feira de ciências com ele, mas acontece que ele não desgruda do game. Leocádia confisca o jogo e desperta a ira de Arthurzinho!                                                                           |        |                              |                     |
| 62 | 23     | "A Coelha Sabichona"         | 17 de julho de 2013 |
| Leocádia joga pela janela alguns ingredientes mágicos vencidos e eles acabam acertando Isabel, que estudava no pátio. A pobre Bel vira um coelho e a bruxa quer cozinha-lo. E agora, quem vai salva-la?                                                       |        |                              |                     |
| 63 | 24     | "Aula de Culinária"          | 18 de julho de 2013 |
| Leocádia está furiosa com os pestinhas e decide fazer um feitiço para dar um sumiço neles. Juntos, Tom, Mila e Capim precisam reverter esse feitiço maluco antes que seja tarde demais!                                                                       |        |                              |                     |
| 64 | 25     | "O Salão da Mila"            | 19 de julho de 2013 |
| Mila abre um salão no pátio do prédio e resolve pintar os cabelos de todos, até o da Leocádia. Mas algo dá errado e os cabelos da síndica caem. E ao mesmo tempo... Mila some!                                                                                |        |                              |                     |
| 65 | 26     | "O Mágico"                   | 22 de julho de 2013 |
| Severino chama um amigo para fazer mágicas no prédio para as crianças. O porteiro se candidata a entrar numa caixa e some! Onde será que ele foi parar? Os detetives vão investigar mais esse mistério!                                                       |        |                              |                     |

## 4.ª temporada (2013)
Elenco Regular
- Letícia Pedro - Camila "Mila" Cristina
- Cauê Campos - Cícero Capim
- Caio Manhente - Tom
- Tamara Taxman - Leocádia Leal
- Ronaldo Reis - Severino Capim
- Rodrigo Candelot - Carlos Eduardo
- Priscila Assum - Isabel "Bel"

| Número | Ordem | Título                         | Exibição original   |
| --- | ----- | ------------------------------ | ------------------- |
| 1 | 66    | "O Avô da Mila"                | 17 de junho de 2013 |
| Carlos Jorge, avô de Mila, vai para o Prédio Azul cuidar da neta enquanto seu pai viaja. Os detetives ficam vidrados em sua mochila misteriosa e acabam levando o prédio numa viagem pelo mundo!          |       |                                |                     |
| 02 | 67    | "Os Patins da Mila"            | 18 de junho de 2013 |
| Mila ganha patins de presente do pai e não quer emprestá-los a ninguém. De repente, Mila tropeça, cai e desmaia. Quando acorda, seus patins sumiram. Quem será que pegou? Missão para os detetives!       |       |                                |                     |
| 03 | 68    | "O Cupido"                     | 19 de junho de 2013 |
| Capim encontra umas flechas douradas e brinca de lança-las. Ao mesmo tempo, misteriosamente os moradores do Prédio Azul ficam apaixonados. Será que os detetives vão descobrir que mistério é esse?       |       |                                |                     |
| 04 | 69    | "Bengala Enfeitiçada"          | 20 de junho de 2013 |
| Leocádia quer ter poderes sobre Carlos Jorge, o avô de Mila. Para isso, a bruxa faz um feitiço na bengala dele. O avô de Mila desaparece e os detetives têm que desvendar mais esse mistério no Prédio A. |       |                                |                     |
| 05 | 70    | "Sapatinhos Dourados"          | 21 de junho de 2013 |
| Mila acha dentro do baú de seu avô um sapatinho dourado, resolve usar e se transforma em uma princesa. O problema é que mais alguém viu este sapatinho e roubou. Os detetives terão mais uma missão!      |       |                                |                     |
| 06 | 71    | "Cheiro de Podre"              | 24 de junho de 2013 |
| Leocádia sente um cheiro ruim na portaria e culpa Tom pelo fedor. Depois, é a vez de Mila. Ela acha que as crianças não tomaram banho! De onde será que está vindo o cheiro ruim do Prédio Azul?          |       |                                |                     |
| 07 | 72    | "Festival de Música"           | 25 de junho de 2013 |
| Querendo promover a banda, os detetives se unem numa missão: fazer um festival de bandas no Prédio Azul! Na hora do concurso, chega ao prédio uma visita especial: Pe Lanza, cantor do Restart.           |       |                                |                     |
| 08 | 73    | "Quero Ser Detetive"           | 26 de junho de 2013 |
| Leocádia inveja a brincadeira das crianças e quer ser detetive também. Agora ela quer investigar tudo que acontece no Prédio Azul e o clubinho corre risco de ser descoberto!                             |       |                                |                     |
| 09 | 74    | "Romeu e Julieta"              | 27 de junho de 2013 |
| Leocádia confisca o livro de Bel para fazer uma poção. Quer atrair seu próprio Romeu para o Prédio Azul. Mas nem tudo sai como o previsto e Carlos Eduardo acaba virando Romeu e Bel Julieta! E agora?    |       |                                |                     |
| 10 | 75    | "O Clubinho Secreto"           | 28 de junho de 2013 |
| Leocádia está revoltada! Alguém cortou sua foto favorita, a única que tem ao lado de Osvaldão, amor de sua vida. Ela cisma que foram as crianças e sai atrás deles! Quem será o verdadeiro responsável?   |       |                                |                     |
| 11 | 76    | "O Sangue"                     | 1 de julho de 2013  |
| Tom, Mila e Capim encontram marcas de sangue em todo prédio azul, até na faca da dona Leocádia. O que será que aconteceu? Terá sido um crime cometido pela bruxa?                                         |       |                                |                     |
| 12 | 77    | "Gato Preto"                   | 2 de julho de 2013  |
| Leocádia se irrita tanto com a demora de Severino que serve um leite enfeitiçado ao porteiro. Capim pede ajuda para Mila e Tom para encontrar seu pai, que sumiu de repente!                              |       |                                |                     |
| 13 | 78    | "Rádio Do Prédio Azul"         | 3 de julho de 2013  |
| Tom, Mila e Capim decidem inaugurar uma rádio no prédio azul. De repente, os transmissores de radio somem e os detetives precisam investigar os suspeitos. Quem será que deu um fim na rádio deles?       |       |                                |                     |
| 14 | 79    | "O Livro Da Bel"               | 4 de julho de 2013  |
| Bel vai lançar seu livro e convida todos para a tarde de autógrafos. Mas, estranhamente, seu livro some e surge um convite para o lançamento do livro de dona Leocádia. O que será que aconteceu?         |       |                                |                     |
| 15 | 80    | "Perigos no Front"             | 5 de julho de 2013  |
| A turma do Prédio Azul entra em guerra com a galera do Prédio Amarelo! Leocádia é encontrada estatelada no chão do pátio. Agora os detetives precisam descobrir se foram seus inimigos que a atacaram.    |       |                                |                     |
| 16 | 81    | "O Chocolate Mágico"           | 8 de julho de 2013  |
| Mila decide fazer chocolate na cozinha de Leocádia, já que seu pai não a deixa bagunçar a cozinha de casa. E, sem querer, enfeitiça o prédio todo! Agora, Tom e Capim precisam resolver o problema!       |       |                                |                     |
| 17 | 82    | "A Medalha Protetora"          | 9 de julho de 2013  |
| Tudo começa a dar errado na vida de Severino, e ele não entende o porquê! Até que percebe que sua medalha protetora sumiu e pede ajuda aos detetives para trazer a sorte de volta para ele!               |       |                                |                     |
| 18 | 83    | "O Concurso de Desenho"        | 10 de julho de 2013 |
| Bel faz um concurso de desenho no prédio! Mila chega com Juju, sua amiga da escola. Ela tem uma caneta linda, mas a bruxa logo fica de olho e confisca. E estranhamente... os desenhos ganham vida!       |       |                                |                     |
| 19 | 84    | "Aula de Surfe"                | 11 de julho de 2013 |
| Capim ganha uma prancha de surfe que foi de seu pai. Mas a prancha some misteriosamente na hora do almoço! Quem será que roubou? Os detetives investigam e passam a suspeitar de uma surfista!            |       |                                |                     |
| 20 | 85    | "As Olimpíadas do Prédio Azul" | 12 de julho de 2013 |
| Tom, Mila e Capim passam por várias modalidades: corrida, salto, arremesso, etc. Leocádia também participa e... ganha todas as provas. Por que será que a bruxa está ganhando tudo? Será algum feitiço?   |       |                                |                     |
| 21 | 86    | "Semana de 1922"               | 15 de julho de 2013 |
| A bruxa quer se tornar uma pintora incrível sem ter esforço. Faz uma poção e, por descuido, deixa o seu relógio cair no caldeirão. Todos voltam à semana de artes de 1922 e conhecem Tarsila do Amaral!   |       |                                |                     |
| 22 | 87    | "Os Superpoderosos"            | 16 de julho de 2013 |
| Tom, Mila e Capim bebem um suco verde estranho, achando que foi feito por Isabel para eles, e de repente ficam fortes como nunca. Mas será que beberam o suco certo? De onde vêm estes superpoderes?      |       |                                |                     |
| 23 | 88    | "Nem Tudo São Flores"          | 17 de julho de 2013 |
| Um estrangeiro se hospeda na casa de Leocádia e todos acham o homem muito estranho. A bruxa recebe flores e elas somem. A síndica logo desconfia do hóspede! Mais uma missão para os detetives!           |       |                                |                     |
| 24 | 89    | "Cinema no prédio azul"        | 18 de julho de 2010 |
| Os detetives resolvem gravar um filme no Prédio Azul. Acontece que a atriz Mila some de repente. Leocádia arrastou a menina para fazer seu próprio filme! Agora Tom e Capim têm que salvar sua amiga!     |       |                                |                     |
| 25 | 90    | "Os Arqueólogos"               | 19 de julho de 2013 |
| Tom, Mila e Capim encontram um pedaço de osso imenso no prédio e suspeitam que seja de um pterossauro pré-histórico. Será que os detetives descobriram um fóssil de dinossauro no Prédio Azul?            |       |                                |                     |
| 26 | 91    | "O Desmemoriado"               | 21 de julho de 2013 |
| Rafaela, mãe de Tom, finalmente volta da Índia! Acontece que quando ela reencontra o filho ele não lembra quem ela é! O que será que aconteceu? Os detetives têm que recuperar a memória de seu amigo!    |       |                                |                     |
| 27 | 92    | "O Natal foi Confiscado"       | 22 de julho de 2013 |
| Desta vez os detetives se deparam com um mistério bem natalino! Todos aguardam com grande expectativa o bom velhinho, mas algo terrível aconteceu. Mas o que pode acontecer com um natal sem Papai Noel?  |       |                                |                     |

## 5.ª temporada (2014)
Elenco Regular
- Letícia Pedro - Camila "Mila" Cristina
- Cauê Campos - Cícero Capim
- Caio Manhente - Tom
- Tamara Taxman - Leocádia Leal
- Bia Sion - Zoraida Zorga "ZZ"
- Suely Franco - Berta Leal
- Ronaldo Reis - Severino Capim
- Rodrigo Candelot - Carlos Eduardo
- Elisa Pinheiro - Rafaela

| Ordem | Número | Título                       | Exibição original       |
| --- | ------ | ---------------------------- | ----------------------- |
| 93 | 1      | "O Quadro"                   | 8 de fevereiro de 2014  |
| Leocádia recebe um embrulho. É o quadro com a foto de sua avó Berta, presa naquele quadro por bruxaria da sua arquiinimiga ZZ. Será que Leocádia vai conseguir libertar a avó? Esse episódio marca a primeira aparição de Vó Berta. |        |                              |                         |
| 94 | 2      | "No Tempo das Cavernas"      | 9 de fevereiro de 2014  |
| Leocádia tenta salvar a avó fazendo um feitiço do tempo, mas erra na dose e o prédio vai parar no tempo das cavernas. Agora Tom, Mila e Capim precisam salvar o prédio de um ataque de mastodonte.                                  |        |                              |                         |
| 95 | 3      | "O Ingrediente Secreto"      | 10 de fevereiro de 2014 |
| Os detetives resolvem investigar o ingrediente secreto de Leocádia e descobrem que o ingrediente faz tudo crescer. Até Capim quer experimentá-lo para virar adulto. Será que essa ideia vai dar certo?                              |        |                              |                         |
| 96 | 4      | "Dia de Reggae"              | 11 de fevereiro de 2014 |
| Tom, Mila e Capim tentam criar um reggae. Sem que os detetives vejam, Leocádia confisca o atabaque das crianças para tentar fazer sua avó sair do quadro com umas batucadas. Será que ela vai conseguir?                            |        |                              |                         |
| 97 | 5      | "O Patucara"                 | 12 de fevereiro de 2014 |
| Tom, Mila e Capim inventam um mascote. Eles pegam pedaços de madeira e pintam, criando o Patucara. Mas o deixam no pátio para secar e... Patucara some. Nasce um novo mistério para os detetives!                                   |        |                              |                         |
| 98 | 6      | "O Detector de Feitiços"     | 15 de fevereiro de 2014 |
| Tom inventa o detector de feitiços. Mas quando ele sai à procura de sinais de bruxaria na garagem, Tom leva um choque e o detector some misteriosamente. Agora Mila e Capim têm que ajudar o amigo.                                 |        |                              |                         |
| 99 | 7      | "Suco de Vovó"               | 16 de fevereiro de 2014 |
| Leocádia faz uma poção para tentar libertar vovó Berta do quadro. O quadro começa a pingar e ela coloca o conteúdo num copo. Acontece que Severino bebe o conteúdo do copo e “vira” vovó Berta. E agora?                            |        |                              |                         |
| 100 | 8      | "O Visitante Verde"          | 17 de fevereiro de 2014 |
| Mila traz um amigo que conheceu na praça e Tom e Capim suspeitam que ele seja um elfo, que quer levá-la para o mundo dos elfos. Ele só come folhas, tem uma orelha comprida... Será que eles têm razão?                             |        |                              |                         |
| 101 | 9      | "O Bilhete Premiado"         | 18 de fevereiro de 2014 |
| Severino ganha na loteria e começa a sonhar com o que comprará com o prêmio. Com medo de que Severino compre o Prédio Azul, Leocádia resolve roubar o bilhete premiado. E agora?                                                    |        |                              |                         |
| 102 | 10     | "Gigi, A Intrometida"        | 19 de fevereiro de 2014 |
| Gigi é uma nordestina arretada que cuida de Mila. À procura de uma colônia para Mila ela desce até a garagem e acha uma colônia com as iniciais ZZ. Passa e desmaia. O que terá acontecido com Gigi?                                |        |                              |                         |
| 103 | 11     | "O Musical"                  | 22 de fevereiro de 2014 |
| Tom, Mila e Capim ensaiam no pátio. Irritada com o barulho, Leocádia joga as partituras no caldeirão e todos passam a falar cantando no prédio azul. Mila convence a turma a fazer um musical no prédio.                            |        |                              |                         |
| 104 | 12     | "O Ovo de Ouro"              | 23 de fevereiro de 2014 |
| Leocádia leva uma galinha pro Prédio Azul e mergulha milhos numa poção para tentar fazer a galinha botar ovos de ouro. Severino não resiste e prova um milho, passando a se portar como uma galinha.                                |        |                              |                         |
| 105 | 13     | "O Sheik Árabe"              | 24 de fevereiro de 2014 |
| O pátio do Prédio Azul é transformado numa tenda árabe. Tom, Mila e Capim, incentivados por Rafaela, fazem um almoço árabe no pátio. Eis que chega um homem vestido de sheik. Quem será esse visitante?                             |        |                              |                         |
| 106 | 14     | "A Máquina de Copiar"        | 25 de fevereiro de 2014 |
| Tom resolve construir um megacomputador que consegue copiar objetos. Todos no prédio ficam empolgados e copiam cadeiras, óculos, etc. No dia seguinte, porém, o invento some. Esse episódio marca a primeira aparição de Z.Z.       |        |                              |                         |
| 107 | 15     | "O Sumiço da Carteira"       | 26 de fevereiro de 2014 |
| Carlos Eduardo convida Rafaela para jantar, mas ela volta furiosa, pois acha que o vizinho saiu sem a carteira para dar o golpe. O pior é que a carteira sumiu. Será que ele foi furtado?                                           |        |                              |                         |
| 108 | 16     | "A Nova Moeda"               | 1 de março de 2014      |
| Dona Leocádia resolve criar a moeda do prédio azul e só aceita o pagamento dos aluguéis na nova moeda. Numa noite, as moedas somem e Dona Leocádia contrata os detetives para investigar o caso.                                    |        |                              |                         |
| 109 | 17     | "As Eleições"                | 2 de março de 2014      |
| Mila, Tom e Capim estão cansados das ordens da síndica. Para acabar com o clima de ditadura no Prédio Azul, eleições são convocadas. E agora? Quem será que vai comandar o prédio?                                                  |        |                              |                         |
| 110 | 18     | "Cavaleiros do Prédio Azul"  | 3 de março de 2014      |
| Leocádia quer encontrar um verdadeiro cavaleiro. Ela acha que se o delegado Borges beber uma bebida especial vai se tornar um cavaleiro inglês. Mas quem toma a bebida é Tom, que vira o Rei Tom-Artur!                             |        |                              |                         |
| 111 | 19     | "A Demissão"                 | 4 de março de 2014      |
| Leocádia pede a Severino para lavar a garagem. Quando ela vai inspecionar, o porão está uma zona. Leocádia demite o porteiro. Mila e Tom decidem investigar e descobrem que a culpa não é de Severino.                              |        |                              |                         |
| 112 | 20     | "O Melhor Detetive do Mundo" | 5 de março de 2014      |
| Leocádia joga um livro de Sherlock Holmes no caldeirão e ele surge com Watson no Prédio Azul. Os meninos desconfiam daquele ser de capa e cachimbo e... Acabam descobrindo que seu ídolo está no prédio.                            |        |                              |                         |
| 113 | 21     | "O Tapete Mágico"            | 8 de março de 2014      |
| O avô de Mila chega para ver a neta com um tapete, que deixa esquecido na portaria. Rafaela encontra o tapete e pensa que é sua encomenda da Índia. Ela vai para o pátio meditar e vira uma estátua.                                |        |                              |                         |
| 114 | 22     | "Dom Quixote"                | 9 de março de 2014      |
| Por um feitiço de Leocádia, Severino e Carlos Eduardo se transformam em Dom Quixote e Sancho Pança. Eles tentam encontrar Leocádia Del Toboso. Agora os detetives precisam reverter esse feitiço maluco.                            |        |                              |                         |
| 115 | 23     | "Mila, a Gulosa"             | 10 de março de 2014     |
| Mila vê um bolo na janela de Leocádia e não resiste. Pega e leva pro clubinho. Tom e Capim chegam no clubinho, olham as migalhas e não encontram Mila. Mal podem imaginar que a amiga virou um balão.                               |        |                              |                         |
| 116 | 24     | "Os Óculos"                  | 11 de março de 2014     |
| Tom inventa óculos que permitem ver por debaixo das roupas. Ele e Capim se divertem. Mas os óculos caem em mãos erradas. Leocádia pega aquilo e descobre que eles estão sem trocar meias há dias.                                   |        |                              |                         |
| 117 | 25     | "O Bicho Papudo"             | 12 de março de 2014     |
| O almoço de Severino some. O macarrão instantâneo de Carlos Eduardo some. Capim acha que foi o bicho papudo, mas ninguém acredita nele. Será que ele tem razão?                                                                     |        |                              |                         |
| 118 | 26     | "A Bola Perigosa"            | 15 de março de 2014     |
| ZZ faz feitiços no porão e cria uma bola de sabão para aprisionar as pessoas do Prédio Azul. Capim entra no elevador e fica preso numa enorme bola transparente. Será que ele vai conseguir escapar?                                |        |                              |                         |

## 6.ª temporada (2014)
Elenco Regular
- Letícia Pedro - Camila "Mila" Cristina
- Cauê Campos - Cícero Capim
- Caio Manhente - Tom
- Tamara Taxman - Leocádia Leal
- Bia Sion - Zoraida Zorga "ZZ"
- Suely Franco - Berta Leal
- Ronaldo Reis - Severino Capim
- Rodrigo Candelot - Carlos Eduardo
- Elisa Pinheiro - Rafaela

| Ordem | Número | Título                 | Exibição original   |
| --- | ------ | ---------------------- | ------------------- |
| 119 | 1      | "A Cabra"              | 16 de março de 2014 |
| ZZ consegue entrar no prédio em forma de cabra. Severino não resiste e bebe um pouco do leite da cabra. Resultado: ZZ encarna no corpo do porteiro e Severino vira uma bruxa. Como reverter o feitiço?              |        |                        |                     |
| 120 | 2      | "A Cadeira de Balanço" | 17 de março de 2014 |
| Surge uma cadeira de balanço na portaria do Prédio Azul. Acontece que a cadeira se mexe sozinha. Severino fica apavorado e pede a ajuda dos detetives para resolver esse mistério.                                  |        |                        |                     |
| 121 | 3      | "Mila, a bailarina"    | 18 de março de 2014 |
| Mila chega com o pai toda empolgada do balé que assistiu no teatro. Furibunda, Leocádia rouba as sapatilhas de Mila e as joga no caldeirão, transformando-se no cisne negro.                                        |        |                        |                     |
| 122 | 4      | "Os Cangaceiros"       | 19 de março de 2014 |
| Uma poção de Leocádia faz Gigi virar Maria Bonita, Severino virar Lampião e o prédio entrar em clima de sertão. Os detetives precisam desfazer a poção para os cangaceiros irem embora do Prédio Azul.              |        |                        |                     |
| 123 | 5      | "O Hamster"            | 22 de março de 2014 |
| Leocádia deixa um queijo enfeitiçado no elevador para ZZ. Acontece que Mila, gulosa, prova o queijo e vira um hamster. Capim e Tom pegam o hamster para mascote e o colocam numa gaiola. E agora?                   |        |                        |                     |
| 124 | 6      | "O Segredo do Quadro"  | 23 de março de 2014 |
| Capim observa o quadro com seu binóculo e tem quase certeza: ele se mexe. Os três amigos invadem a casa de Leocádia para pegar o quadro e investigar. Acontece que o quadro desaparece do clubinho misteriosamente. |        |                        |                     |
| 125 | 7      | "Um Dia No Futuro"     | 24 de março de 2014 |
| O laptop de Leocádia para de funcionar. Furiosa, ela joga a máquina no caldeirão para transformar aquilo num computador do futuro. Quando ela aperta uma tecla acaba transportando todos para o futuro.             |        |                        |                     |
| 126 | 8      | "Capim, o Jogador"     | 25 de março de 2014 |
| Capim ganha bolsa numa escolinha de futebol e agora só pensa em treinar. Mas, numa embaixadinha, a bola vai parar na casa de Leocádia e ele precisa da ajuda dos amigos para recuperar sua bola.                    |        |                        |                     |
| 127 | 9      | "Gigi, a Invasora"     | 26 de março de 2014 |
| Gigi resolve limpar o pátio e descobre o clubinho. Agora os detetives precisam fazer com que ela esqueça o que viu. Desta vez, eles roubam o livro de Leocádia para fazer o feitiço do esquecimento.                |        |                        |                     |
| 128 | 10     | "A Escalada"           | 29 de março de 2014 |
| O Prédio Azul ganha uma parede de escalada e dona Leocádia resolve experimentar. Que desastre! Dona Leocádia bate a cabeça no chão e parece que virou outra! Será que a bruxa nunca mais será a mesma?              |        |                        |                     |
| 129 | 11     | "O Corcunda"           | 30 de março de 2014 |
| Um homem estranho aparece na garagem do Prédio Azul e os detetives acham que ele é o Corcunda de Notre Dame. Severino conversa com o homem, que diz ser um mendigo precisando de abrigo. Será?                      |        |                        |                     |
| 130 | 12     | "Aula De Ioga"         | 31 de março de 2014 |
| Rafaela resolve dar aula de ioga para todos no prédio. Dona Leocádia também participa e sai toda torta. Pouco depois, Rafaela toma uma limonada e fica cheia de verrugas. Será mais uma obra da bruxa?              |        |                        |                     |
| 131 | 13     | "As Sementes Mágicas"  | 1 de abril de 2014  |
| Tom encontra sementes na garagem e as leva para plantar com os amigos no pátio, fazendo surgir melancias enormes. Quando Leocádia abre uma das melancias, ZZ sai de dentro da fruta gargalhando.                    |        |                        |                     |
| 132 | 14     | "Patucara Sumiu"       | 2 de abril de 2014  |
| Patucara vive tagarelando e durante o jogo de uno sopra todas as jogadas para Capim. Depois do almoço Patucara some. Será que alguém entrou no clubinho? Quem será que pegou o mascote da turma?                    |        |                        |                     |
| 133 | 15     | "Cleópatra"            | 5 de abril de 2014  |
| Leocádia quer conquistar o mundo e o coração do delegado Borges. Resolve fazer um feitiço egípcio e... vira Cleópatra! Para desfazer o feitiço, Tom, Mila e Capim precisam decifrar um hieróglifo.                  |        |                        |                     |
| 134 | 16     | "Os Alto-Falantes"     | 6 de abril de 2014  |
| Leocádia se veste de sargento e manda Severino instalar alto-falantes no prédio. Ela agora dá ordens por todo o prédio. Quando os alto-falantes somem, muitos suspeitos surgem. Quem será o culpado?                |        |                        |                     |
| 135 | 17     | "O Besouro"            | 7 de abril de 2014  |
| Capim examina um besouro de perto. De repente é picado pelo besouro e começa a virar inseto. Ganha asas, antena, encolhe e deixa de falar. Agora Mila e Tom precisam fazer com que ele volte ao normal.             |        |                        |                     |
| 136 | 18     | "Doces Enfeitiçados"   | 8 de abril de 2014  |
| Mila entra no elevador e ele está recheado de doces. Ela não resiste e começa a comer tudo. Acontece que era uma armadilha. O elevador desce e Mila é aprisionada por ZZ. E agora?                                  |        |                        |                     |
| 137 | 19     | "TV Zz"                | 9 de abril de 2014  |
| Zoraida tenta invadir o prédio de todas as maneiras. Desta vez ela surge na TV de Carlos Eduardo e na de Rafaela. Leocádia fica indignada, corta o sinal e o prédio fica livre de ZZ, mas sem TV.                   |        |                        |                     |
| 138 | 20     | "Aula De Matemática"   | 12 de abril de 2014 |
| Tom e Capim vão mal na escola. Mila pede ajuda para seu pai, que distribui apostilas para as crianças. Leocádia rouba as apostilas e faz uma poção para ficar gênia. Quem toma tudo, porém, é Capim.                |        |                        |                     |
| 139 | 21     | "A Bola De Cristal"    | 13 de abril de 2014 |
| Madame Esmeralda prevê a revolta de ZZ e seu duelo final com Leocádia. |        |                        |                     |
| 140 | 22     | "A Múmia"              | 14 de abril de 2014 |
| Tom, Mila e Capim dormem no pátio e contam histórias de terror. Eles veem uma múmia e ficam apavorados. Descobrem que uma amiga de Leocádia se machucou e está hospedada no sofá da bruxa. Será a múmia?            |        |                        |                     |
| 141 | 23     | "Aula De Kung Fu"      | 15 de abril de 2014 |
| Tom, Mila e Capim têm aulas de Kung Fu com o mestre Severino. Ele some no intervalo do campeonato e os detetives descobrem que Severino foi sequestrado por Leocádia, que quer aulas particulares.                  |        |                        |                     |
| 142 | 24     | "As Armadilhas"        | 16 de abril de 2014 |
| Tom resolve inventar armadilhas para capturar a terrível ZZ. Eles precisam desmascarar essa invasora de uma vez por todas. Mila e Capim se recusam a ajudá-lo, pois estão morrendo de medo de ZZ.                   |        |                        |                     |
| 143 | 25     | "O Homem De Barro"     | 19 de abril de 2014 |
| Um ser com uma máscara horripilante e o corpo todo coberto de lama vaga pelo Prédio Azul assustando os moradores. Os detetives seguem as pegadas de lama e descobrem que o monstro esteve no clubinho.              |        |                        |                     |
| 144 | 26     | "O Dia Z"              | 20 de abril de 2014 |
| Leocádia conversa com a foto da avó Berta: chegou o dia Z. As crianças preparam uma festa de halloween no pátio. Mas surge na festa uma bruxa de verdade: Zoraida Zorga, que transforma Mila em abóbora.            |        |                        |                     |

## 7.ª temporada (2016)
Elenco Regular
- Letícia Pedro - Camila "Mila" Cristina Cajueiro (26 episódios)
- Pedro Henriques Motta - Filippo "Pippo" Tomatini (26 episódios)
- Tamara Taxman - Leocádia Leal (26 episódios)
- Suely Franco - Berta Leal (26 episódios)
- Ronaldo Reis - Severino Capim (26 episódios)
- Rodrigo Candelot - Carlos Eduardo Cajueiro (26 episódios)
- Sávio Moll - Salvatore Tomatini (26 episódios)
- Anderson Lima - Bento Prata (23 episódios)
- Miriam Freeland - Lena Prata (23 episódios)
- Luciano Quirino - Ptolomeu Prata (23 episódios)
- Charles Myara - Theobaldo Trons (22 episódios)

Elenco Recorrente
- Carol Futuro - Sissineide Madeira (5 episódios)
- Cauê Campos - Cícero Capim (4 episódios)
- Letícia Braga - Sol Madeira (3 episódios)
- Bia Sion - Zoraida Zorga (3 episódios)

Elenco Convidado
- Caio Manhente - Tom (1 episódio)
- Elisa Pinheiro - Rafaela (1 episódio)
- Maitê Padilha - Gabriela "Gaby" Estrella (1 episódio)

A 7.ª temporada também pode ser conhecida como a temporada de despedidas no caso de Caio Manhente, Cauê Campos e Letícia Pedro e a de novidades no caso de Pedro Henriques Motta, Anderson Lima e Letícia Braga.
Essa temporada também tem um crossover com outra série do Gloob, Gaby Estrella no episódio 150.
| Ordem | Número | Título                         | Exibição original   |
| --- | ------ | ------------------------------ | ------------------- |
| 145 | 1      | "Adeus, Tom!"                  | 21 de abril de 2016 |
| Tom e Rafaela vão se mudar para Índia, mas antes de partirem, um novo mistério surge e Tom precisa investigar com Capim e Mila um caso que pode por sua viagem em risco. Esse episódio marca a saída de Tom e a primeira aparição de Pippo.   |        |                                |                     |
| 146 | 2      | "Temperos Mágicos"             | 22 de abril de 2016 |
| Pippo e Tomattini chegam no Prédio Azul e um novo mistério surge para Mila e Capim. Pippo acaba virando o detetive da capa verde. |        |                                |                     |
| 147 | 3      | "Campeonato De Embaixadinhas"  | 23 de abril de 2016 |
| Capim está na final de um campeonato de embaixadinhas e o ex-jogador Roger Flores é o juiz. Ele tem a chance de realizar um velho sonho, mas um sumiço misterioso pode botar tudo a perder. Este episódio marca a saída de Capim.             |        |                                |                     |
| 148 | 4      | "A Família Prata"              | 26 de abril de 2016 |
| Leocádia decide alugar o apartamento 333, fechado há muitos anos. Vó Berta é contra, já que o local esconde perigosos segredos mágicos. Surge a família Prata, disposta a se mudar para lá. Esse episódio marca a primeira aparição de Bento. |        |                                |                     |
| 149 | 5      | "O Aniversário De Leocádia"    | 27 de abril de 2016 |
| O mago Theobaldo é um dos convidados da festa e traz consigo algumas surpresas. Os detetives decidem fazer uma investigação: descobrir a verdadeira idade de Leocádia. Esse episódio marca a primeira aparição de Theobaldo.                  |        |                                |                     |
| 150 | 6      | "Gaby Estrella No Prédio Azul" | 28 de abril de 2016 |
| Gaby Estrella visita o Prédio Azul para ajudar Mila em um concurso musical. Mas os instrumentos das crianças desaparecem e os detetives precisam procurar nos lugares mais inesperados.                                                       |        |                                |                     |
| 151 | 7      | "A Maleta do Doutor"           | 29 de abril de 2016 |
| Leocádia, Pippo e Severino estão cobertos de pintas vermelhas e os detetives precisam descobrir qual é a razão disso. Theobaldo fica com ciúmes do médico chamado por sua prometida e decide agir.                                            |        |                                |                     |
| 152 | 8      | "Leocádia Cozinha"             | 30 de abril de 2016 |
| Todos assistem ao programa da Bela Gil, até que a apresentadora e sua filha somem da TV. Para completar, surgem manchas vermelhas que nem sangue na portaria. Será que esses mistérios tem ligação?                                           |        |                                |                     |
| 153 | 9      | "O Rival"                      | 3 de maio de 2016   |
| Dona Leocádia confisca as canetas importadas de Pippo, enquanto Theobaldo tenta agrada-la com magia. Um mistério põe o emprego de Severino em risco.                                                                                          |        |                                |                     |
| 154 | 10     | "Haja Creme"                   | 4 de maio de 2016   |
| Leocádia está com dor nas costas e Dona Lena indica a massagem da personal Stylist, Sissineide, que vai até o Prédio Azul com sua filha Sol. Severino fica encantado com a moça. Esse episódio marca a primeira aparição de Sissi e Sol.      |        |                                |                     |
| 155 | 11     | "Biblioteca Na Portaria"       | 5 de maio de 2016   |
| Ptolomeu e as crianças decidem criar uma biblioteca no Prédio Azul, mas alguns livros de magia da Leocádia e Theobaldo somem, causando uma grande confusão que só os detetives podem resolver.                                                |        |                                |                     |
| 156 | 12     | "A Roupa Nova Da Síndica"      | 6 de maio de 2016   |
| Leocádia quer gravar um vídeo para TV e compra um vestido novo para isso. Theobaldo quer ajudar, mas acaba se chateando. Um alfaiate surge no Prédio Azul com um tecido especial muito suspeito.                                              |        |                                |                     |
| 157 | 13     | "A Varinha Mágica"             | 7 de maio de 2016   |
| Para agradar Leocádia e ajuda-la a arrumar a casa, Theobaldo pega emprestada a varinha mágica do mago Merlim sem avisar. A varinha desaparece e Leocádia acusa as crianças. Quem será que pegou?                                              |        |                                |                     |
| 158 | 14     | "O Eclipse"                    | 10 de maio de 2016  |
| É dia de eclipse solar e todos estão animados para assistir, mas para Leocádia e Theobaldo isso significa um dia de perigo. Um visitante chega ao Prédio Azul muito interessado nos apartamentos.                                             |        |                                |                     |
| 159 | 15     | "Bafo De Dragão"               | 11 de maio de 2016  |
| As escovas de dente das crianças desaparecem. Leocádia quer a ajuda de Theobaldo, mas o mago está desaparecido. Enquanto procuram, os Detetives encontram um lagarto muito esquisito no pátio.                                                |        |                                |                     |
| 160 | 16     | "Marcas Pretas"                | 12 de maio de 2016  |
| Misteriosas e nojentas manchas pretas aparecem pelo prédio. Leocádia acusa as crianças e confisca suas raquetes de frescobol. Os detetives precisam investigar para provar sua inocência.                                                     |        |                                |                     |
| 161 | 17     | "O Estressado"                 | 13 de maio de 2016  |
| Salvatore inaugura um restaurante no Pátio. Severino acumula as funções de porteiro e garçom, o que o deixa muito estressado. Ele perde a conta d’água do prédio e os detetives precisam ajudar.                                              |        |                                |                     |
| 162 | 18     | "Bingo"                        | 14 de maio de 2016  |
| Um bingo é organizado pelos moradores e parte do dinheiro arrecadado será usado para pintar a fachada do prédio. Mas o prêmio do vencedor desaparece e os detetives precisam investigar.                                                      |        |                                |                     |
| 163 | 19     | "Lena Mamma"                   | 17 de maio de 2016  |
| Lena faz aniversário e organiza uma festa estilo anos 60. A escultura que Ptolomeu dá de presente para esposa desaparece. Leocádia convida outro acompanhante para a festa e Theobaldo fica enciumado.                                        |        |                                |                     |
| 164 | 20     | "Obra De Arte"                 | 18 de maio de 2016  |
| Lena organiza um concurso de arte no Prédio Azul, porém quando vai pintar um quadro percebe que seu pincel de pelo de quati desapareceu. Para ajuda-la, os detetives resolvem investigar.                                                     |        |                                |                     |
| 165 | 21     | "A Planta Misteriosa"          | 19 de maio de 2016  |
| Mila escuta uma planta cantarolando e acha que é loucura. A tapeçaria do apartamento 333 começa a se mexer e Lena pensa ser um rato. É encontrado um diário que pode mudar a vida de um dos detetives.                                        |        |                                |                     |
| 166 | 22     | "Baquetas Nervosas"            | 20 de maio de 2016  |
| Mila está chateada com o pai e descarrega o estresse tocando bateria sem parar. Leocádia se irrita, assim como todos no prédio. As baquetas desaparecem e os detetives se unem para procurar.                                                 |        |                                |                     |
| 167 | 23     | "A Vendedora de Abóboras"      | 21 de maio de 2016  |
| Leocádia começa a dar aulas para Mila, mas as duas acabam brigando. Enquanto isso, uma misteriosa vendedora de abóboras surge no prédio. Os detetives investigam o sumiço de um objeto importante.                                            |        |                                |                     |
| 168 | 24     | "O Portal"                     | 24 de maio de 2016  |
| A tapeçaria do apartamento 333 desaparece e Leocádia acha que Mila é a culpada. Mila jura que não foi ela e chama os detetives para investigar. Quem será que está por trás desse mistério?                                                   |        |                                |                     |
| 169 | 25     | "Vestida para Dançar"          | 25 de maio de 2016  |
| Leocádia se prepara para ir a um baile, convida Doutor Costa e Theobaldo fica com ciúmes. Os convites desaparecem e a síndica culpa a Mila. Severino precisa de coragem pra uma decisão importante.                                           |        |                                |                     |
| 170 | 26     | "O Casamento De Severino"      | 26 de maio de 2016  |
| No dia do casamento de Severino, um mensageiro de Ondion chamado Gordes, chega com uma carta para Mila. Capim volta ao Prédio Azul para o casamento e logo depois as alianças desaparecem. Esse episódio marca a saída de Mila.               |        |                                |                     |

## 8.ª temporada (2016)
Elenco Regular
- Letícia Braga - Sol (26 episódios)
- Pedro Henriques Motta - Pippo (26 episódios)
- Anderson Lima - Bento (26 episódios)
- Tamara Taxman - Leocádia Leal (26 episódios)
- Suely Franco - Berta Leal (26 episódios)
- Charles Myara - Theobaldo (26 episódios)
- Ronaldo Reis - Severino Capim (26 episódios)
- Sávio Moll - Salvatore Tomattini (26 episódios)
- Miriam Freeland - Lena Prata (26 episódios)
- Luciano Quirino - Ptolomeu Prata (26 episódios)
- Carol Futuro - Sissineide (26 episódios)

Elenco Convidado
- Luiza Mariani - Bruxa Sibila (2 episódios)
- Henrique Taxman - Bruxo Eidro (1 episódio)
- Ricardo Ferreira - Bandido (1 episódio)

| Ordem | Número | Título                   | Exibição original   |
| --- | ------ | ------------------------ | ------------------- |
| 171 | 1      | "O Bruxo Com Chocalho"   | 27 de maio de 2016  |
| Todos ficam animados com o novo celular de Theobaldo. Enquanto ele tenta ajudar um amigo que foi enfeitiçado pela bruxa Sibila, o aparelho some. O mago acusa os detetives e agora eles precisam provar sua inocência. |        |                          |                     |
| 172 | 2      | "Concurso De Marchinhas" | 28 de maio de 2016  |
| É carnaval no Prédio Azul, mas Leocádia não quer deixar os moradores organizarem um bloco e um concurso de marchinhas. Tudo muda quando Theobaldo decide ir ao bloco do Prédio Amarelo. |        |                          |                     |
| 173 | 3      | "Todos Presos"           | 31 de maio de 2016  |
| A porta do Prédio Azul amanhece bloqueada. Barulhos de estrondos, o prédio tremendo e ninguém consegue entrar ou sair. Será um terremoto? Um ataque? Os detetives precisam investigar. |        |                          |                     |
| 174 | 4      | "Restaurante Português"  | 1 de junho de 2016  |
| Joaquim, o primo português de Pippo, vem visitar a família Tomatini e traz um bacalhau para o almoço. No entanto, o peixão some antes mesmo de ir para a panela. E agora? Quem será que pegou? |        |                          |                     |
| 175 | 5      | "Juntando Os Caquinhos"  | 2 de junho de 2016  |
| Theobaldo substitui Severino na portaria aguardando uma entrega para a síndica: um abajur especial. O carteiro passa, mas o mago não está lá e Leocádia só encontra cacos de vidro na sua encomenda. |        |                          |                     |
| 176 | 6      | "Leocádia Adormecida"    | 3 de junho de 2016  |
| Leocádia toma uma poção mágica e adormece na portaria, mas Theobaldo sabe o que precisa fazer para quebrar o feitiço. Quando a síndica acorda, percebe que um de seus brincos desapareceu. |        |                          |                     |
| 177 | 7      | "A Cobra"                | 4 de junho de 2016  |
| Theobaldo pede a ajuda de uma amiga bruxa para preparar um novo perfume que pode conquistar Leocádia. Uma cobra surge na portaria, os meninos fogem para o pátio e ela some. Será que estão todos em perigo? |        |                          |                     |
| 178 | 8      | "Alarme Falso"           | 7 de junho de 2016  |
| Leocádia decide implantar um alarme contra furtos em seu apartamento para proteger joias preciosas. Enquanto isso, vários objetos desaparecem no Prédio Azul e os detetives precisam investigar. |        |                          |                     |
| 179 | 9      | "Neve No Prédio Azul"    | 8 de junho de 2016  |
| O clima está congelante e começa a nevar no Prédio Azul. Ninguém consegue entender como isso é possível. Será algum evento climático bizarro ou magia? Os detetives decidem investigar. |        |                          |                     |
| 180 | 10     | "O Cachorro Da Sol"      | 9 de junho de 2016  |
| É aniversário da Sol e ela quer muito ganhar um cachorrinho, mas a síndica proíbe bichos no Prédio. Uma cadelinha de verdade surge na portaria e a detetive decide fazer de tudo pra ficar com ela. |        |                          |                     |
| 181 | 11     | "O Menino Azul"          | 10 de junho de 2016 |
| Aparece um menino todo azul no prédio. A princípio, os detetives acham que caiu tinta nele, mas depois notam que ele transforma tudo o que toca em azul. Quem será ele? E de onde veio? |        |                          |                     |
| 182 | 12     | "Sapos Perigosos"        | 11 de junho de 2016 |
| Surge um sapo na casa da síndica. Depois aparecem mais sapos pelo prédio. Será uma infestação ou o ataque de algum bruxo? Os Detetives se unem para resolver o mistério. |        |                          |                     |
| 183 | 13     | "A Harpa Encantada"      | 14 de junho de 2016 |
| Sol quer juntar dinheiro para comprar uma bateria e começa a guardar moedas em um porquinho. Leocádia resolve aprender a tocar harpa e decide dar um concerto, mas o porquinho e a harpa desaparecem. |        |                          |                     |
| 184 | 14     | "A Pedrinha Encantada"   | 15 de junho de 2016 |
| Leocádia convida o doutor Leão para um almoço no pátio e Theobaldo fica enciumado. Ele enfeitiça uma pedrinha para deixar o rival cheio de verrugas, mas perde o objeto e causa uma baita confusão. |        |                          |                     |
| 185 | 15     | "Mau Magular"            | 16 de junho de 2016 |
| Theobaldo vai fazer massagem com Sissi e esquece seu magular, um celular mágico, na portaria. O telefone do mago toca e Severino decide atender a ligação, mas algo muito estranho acontece. |        |                          |                     |
| 186 | 16     | "A Padaria"              | 17 de junho de 2016 |
| O pai de Pippo ensina as crianças a fazer pão e o pátio vira uma grande padaria. Leocádia fica enciumada e decide fazer também, mas a síndica acaba perdendo um anel e culpa Tomatini e os detetives. |        |                          |                     |
| 187 | 17     | "A Abelha Perigosa"      | 18 de junho de 2016 |
| Theobaldo presenteia Leocádia com um buquê de flores, mas uma abelha que estava na planta acaba caindo no caldeirão da bruxa e sai voando pelo prédio. Sol é picada e logo depois desaparece. |        |                          |                     |
| 188 | 18     | "Tintas Mágicas"         | 21 de junho de 2016 |
| Lena vai até o armazém de Theobaldo e pega alguns potinhos que ela pensou serem simples pigmentos de tinta. Mas quando a artista plástica começa a pintar quadros, coisas muito estranhas acontecem. |        |                          |                     |
| 189 | 19     | "Cadê Ferocatus?"        | 22 de junho de 2016 |
| Leocádia decide doar algumas roupas para Sissi levar a um abrigo. Enquanto isso, Theobaldo quase tem um treco quando descobre que seu gato múmia, Ferocatus, desapareceu. Só os detetives podem ajudar. |        |                          |                     |
| 190 | 20     | "O Dilúvio"              | 23 de junho de 2016 |
| Severino escuta no rádio que um dilúvio vai alagar tudo e espalha a noticia pelo prédio. Leocádia acha que é o fim do mundo, mas Ptolomeu desconfia das informações. Um objeto importante acaba sumindo. |        |                          |                     |
| 191 | 21     | "Falta D'água"           | 24 de junho de 2016 |
| A conta de água do prédio está muito alta e Leocádia impõe uma nova regra: banho somente aos sábados. Fedidos e irritados, Pippo, Bento e Sol se unem para investigar quem está desperdiçando tanto. |        |                          |                     |
| 192 | 22     | "O Menino De Madeira"    | 25 de junho de 2016 |
| Tomatini mostra para Pippo como é ruim contar mentiras e o menino pega o livro do Pinóquio para ler no Pátio. Logo depois, o livro desaparece e um menino estranho surge no Prédio Azul. |        |                          |                     |
| 193 | 23     | "Vassoura Mágica"        | 28 de junho de 2016 |
| Os moradores do Prédio Azul se preparam para fazer uma tarde mexicana. A vassoura de Severino some e ele decide pegar a de Theobaldo emprestada, mas no armazém do mago nada é normal. |        |                          |                     |
| 194 | 24     | "Ed Mort"                | 29 de junho de 2016 |
| Um jogo de tarô deixa Severino muito estranho. As crianças vão investigar e se deparam com o detetive Ed Mort que está à procura de um homem desaparecido. Será que os casos tem relação? |        |                          |                     |
| 195 | 25     | "Bebê Bruxo"             | 30 de junho de 2016 |
| Leocádia escuta um choro e encontra um bebê do lado de fora da portaria. Para a surpresa da síndica o neném possui vários poderes mágicos. Theobaldo e Vó Berta ficam encantados e querem ficar com ele. Chega uma mulher misteriosa e diz ser a mãe biológica do bebê, mais um mistério para os detetives. Esse episódio marca a primeira aparição de Bóris. |        |                          |                     |
| 196 | 26     | "A Mágica Do Natal"      | 1 de julho de 2016  |
| É natal no Prédio Azul e enquanto todos se ocupam com decorações e presentes, Theobaldo e Ptolomeu investigam o amuleto do bebê Bóris. Mas o objeto desaparece e os detetives precisam investigar. Esse episódio foi exibido apenas um vez no Gloob. |        |                          |                     |

## 9.ª temporada (2017)
Elenco Regular
- Letícia Braga - Sol (26 episódios)
- Pedro Henriques Motta - Pippo (26 episódios)
- Anderson Lima - Bento Prata (26 episódios)
- Tamara Taxman - Leocádia Leal (26 episódios)
- Suely Franco - Berta Leal (26 episódios)
- Charles Myara - Theobaldo (26 episódios)
- Ronaldo Reis - Severino Capim (26 episódios)
- Sávio Moll - Salvatore Tomattini (26 episódios)
- Nicole Orsini - Berenice Leal (25 episódios)
- Miriam Freeland - Lena Prata (25 episódios)
- Luciano Quirino - Ptolomeu Prata (22 episódios)
- Carol Futuro - Sissineide (22 episódios)

Elenco Convidado
- Marcos Mion - Bruxo Marc (1 episódio)
- André Lamoglia / Mateus Bersot - Bóris (1 episódio)
- Adriano Petermann - Ling Ling (1 episódio)
- Henrique Taxman - Bruxo Eidro (2 episódio)
- Andrey Lopes - Carteiro Pedro (1 episódio)
- Taís Araújo - Miss Holly (1 episódio)
- Ramon Francisco - Saci (1 episódio)
- Thiaguinho - Ele Mesmo (1 episódio)
- Zico - Ele Mesmo (1 episódio)
- Mônica Martelli - Bruxa Tulipa (1 episódio)

| Ordem | Número | Título                           | Exibição original   |
| --- | ------ | -------------------------------- | ------------------- |
| 197 | 1      | "Adeus, Boris!"                  | 2 de Julho de 2017  |
| O bebê Bóris some e Leocádia acusa os detetives, Tomatini passa a agir de forma esquisita e suspeita. É preciso investigar. Esse episódio marca a saída de Bóris. Ausenteː Nicole Orsini como Berenice Elenco de Apoioː André Lamoglia como Bóris, Mateus Bersot como Bóris (bebê) Pessoas citadasː Mila (Letícia Pedro) |        |                                  |                     |
| 198 | 2      | "Que Tolice, Berenice!"          | 5 de Julho de 2017  |
| Severino desaparece na portaria, Pippo e Tomatini decidem fazer uma caranguejada, uma nova moradora chega trazendo muitas esquisitices para o prédio azul. Esse episódio marca a primeira aparição de Berenice. Pessoas citadasː Bóris (Mateus Bersot/André Lamoglia) e Rúbia                                            |        |                                  |                     |
| 199 | 3      | "A Capa Roxa"                    | 6 de Julho de 2017  |
| Pippo, Bento e Sol decidem espionar Berenice e descobrir as intenções da sobrinha-neta de Leocádia. Ausenteː Carol Futuro como Sissineide, Luciano Quirino como Ptolomeu |        |                                  |                     |
| 200 | 4      | "O Colar de Berenice"            | 7 de Julho de 2017  |
| Leocádia culpa os detetives pelo sumiço do colar de Berenice e joga um feitiço nos três. Agora eles tem uma hora para encontrar o objeto antes que o feitiço se complete, se não virarão carneirinhos. Ausenteː Carol Futuro como Sissineide, Luciano Quirino como Ptolomeu                                              |        |                                  |                     |
| 201 | 5      | "Chá da China"                   | 8 de Julho de 2017  |
| Um amigo chinês de Theobaldo faz o Predio Azul parecer com a própria China. Os detetives percebem que algo muito estranho está acontecendo quando Leocádia decide vender o prédio. Ausenteː Carol Futuro como Sissineide, Luciano Quirino como Ptolomeu Elenco de Apoio: Adriano Petermann como Ling Ling                |        |                                  |                     |
| 202 | 6      | "Ladrão de Bicicleta"            | 9 de Julho de 2017  |
| Severino compra uma bicicleta de segunda mão e ela desaparece. Os detetives decidem ajudar. |        |                                  |                     |
| 203 | 7      | "A Carta Paralisante"            | 12 de Julho de 2017 |
| Pippo, Bento e Sol aguardam ansiosos por encomendas no correio. Mas.. cade o carteiro? Elenco de Apoioː Henrique Taxman como Bruxo Eidro, Andrey Lopes como Carteiro Pedro |        |                                  |                     |
| 204 | 8      | "Nhoque da Sorte"                | 13 de Julho de 2017 |
| Pippo acha que está sem sorte depois que tirou zero na prova. Theobaldo e Leocádia decidem fazer uma poção para tornar Berenice mais obediente, mas algo dá errado. |        |                                  |                     |
| 205 | 9      | "A Armadura Falante"             | 14 de Julho de 2017 |
| Theobaldo aparece com uma estranha armadura no Prédio e os detetives acham que é assombração. Será que essa armadura é assombrada? Ausenteː Carol Futuro como Sissineide, Luciano Quirino como Ptolomeu e Miriam Freeland como Lena                                                                                      |        |                                  |                     |
| 206 | 10     | "O Anel de Berenice"             | 15 de Julho de 2017 |
| É aniversário de Berenice e Leocádia contrata Miss Holly para fazer uma verdadeira festa americana. Elenco de Apoio: Taís Araújo como Miss Holly |        |                                  |                     |
| 207 | 11     | "O Redemoinho"                   | 16 de Julho de 2017 |
| Uma ventania percorre todo o Prédio, causando uma grande confusão. Berenice acusa Sol de ter sumido com sua boneca e faz a detetive ficar corcunda. Saci, um personagem do folclore brasileiro, aparece no prédio. Elenco de Apoio: Ramon Francisco como Saci                                                            |        |                                  |                     |
| 208 | 12     | "O Descobrimento do Prédio Azul" | 19 de Julho de 2017 |
| Berenice decide fazer uma poção perigosa para aprender a história do Brasil sem estudar, o Prédio Azul se transforma e dois visitantes inesperados chegam. Será que o Prédio Azul ficará transformado para sempre? |        |                                  |                     |
| 209 | 13     | "Um Dia Surrealista"             | 20 de Julho de 2017 |
| Depois de irem a uma exposição do Salvador Dalí, os detetives percebem que o Prédio Azul está ganhando vários elementos surreais. Theobaldo coloca mãos de pato em Bento, depois que o Magular some. |        |                                  |                     |
| 210 | 14     | "Língua Solta"                   | 21 de Julho de 2017 |
| Theobaldo decide fazer uma poção mágica para Leocádia ficar mais sentimental. Misteriosamente, todos os moradores passam a falar verdades inconvenientes e os detetives decidem investigar. |        |                                  |                     |
| 211 | 15     | "As Cenouras Vitaminadas"        | 22 de Julho de 2017 |
| As cenouras de Leocádia somem e ela acusa Sissineide, que fica ofendida e diz para Severino que quer ir embora do prédio. |        |                                  |                     |
| 212 | 16     | "Jogando Sem Parar"              | 23 de Julho de 2017 |
| As crianças estão viciadas em um jogo de celular. Berenice fica chateada por não ter o jogo. Misteriosamente os três aparelhos celulares somem e um garoto do prédio amarelo chamado Joca ( Dudu Varello) aparece no prédio.                                                                                             |        |                                  |                     |
| 213 | 17     | "Cabeça de Cuia"                 | 26 de Julho de 2017 |
| Sol faz birra para comer a comida e Sissi conta a história do Cabeça de Cuia, misteriosamente o pátio vira um cemitério,será que a figura folclórica veio ao prédio? |        |                                  |                     |
| 214 | 18     | "A Feijoada da Sissi"            | 27 de Julho de 2017 |
| O Aniversário de Sissineide chega e Severino arruma uma surpresa para a esposa. Porém o mistério de um pandeiro desaparecido pode estragar a comemoração. Participação super especial: Thiaguinho. |        |                                  |                     |
| 215 | 19     | "Jogos do Prédio Azul"           | 28 de Julho de 2017 |
| Os moradores do Prédio Azul decidem fazer uma competição esportiva, mas alguém pode ter trapaceado. Os detetives decidem investigar. |        |                                  |                     |
| 216 | 20     | "As Tatuagens"                   | 29 de Julho de 2017 |
| Um homem estranho entra no Prédio Azul vendendo adesivos de tatuagens. Acontece que essas tatuagens não são nada normais e os detetives precisam agir. |        |                                  |                     |
| 217 | 21     | "Só para Craques"                | 30 de Julho de 2017 |
| Depois de ouvir que futebol não é para mulheres, Sol se enfurece e decide mostrar para Bento e Pippo que joga muito bem. Participação super especial: Zico. |        |                                  |                     |
| 218 | 22     | "A Planta Tudívora"              | 2 de Agosto de 2017 |
| Leocádia não quer ter trabalho separando o lixo e cria uma planta que devora qualquer coisa, causando uma baita confusão. Participação super especial: Mônica Martelli. |        |                                  |                     |
| 219 | 23     | "Napoleão no Prédio Azul"        | 3 de Agosto de 2017 |
| É declarada guerra de lixo entre o Prédio Azul e o Prédio Amarelo. Berenice decide trazer Napoleão para a batalha. Será que é uma boa ideia? |        |                                  |                     |
| 220 | 24     | "Touro Indomável"                | 4 de Agosto de 2017 |
| É aniversário do Bento e o Prédio Azul ganha um clima de velho oeste. Quem será o melhor cowboy que vai dominar o touro indomável? |        |                                  |                     |
| 221 | 25     | "Mais Poemas, Por Favor!"        | 5 de Agosto de 2017 |
| Os moradores organizam um concurso de poemas, mas um dos participantes pode ter trapaceado. Os detetives decidem investigar e um visitante muito importante chega ao Prédio Azul. |        |                                  |                     |
| 222 | 26     | "Berenice em Perigo"             | 6 de Agosto de 2017 |
| Enquanto Berenice pratica magia para conseguir estudar em Ondion, um mistério cascudo e nojento surge no Prédio Azul. Os detetives vão precisar entrar em ação. No final, Vó Berta abre o portal e Berenice vai para Ondion.Adeus Berenice                                                                               |        |                                  |                     |

## 10.ª temporada (2018)
Elenco Regular
- Letícia Braga - Sol (26 episódios)
- Pedro Henriques Motta - Pippo (26 episódios)
- Anderson Lima - Bento Prata (26 episódios)
- Tamara Taxman - Leocádia Leal (26 episódios)
- Suely Franco - Berta Leal (26 episódios)
- Charles Myara - Theobaldo (26 episódios)
- Ronaldo Reis - Severino Capim (26 episódios)
- Luciana Braga- Marga (26 episódios)
- Miriam Freeland - Lena Prata (26 Episodios)
- Claudia Netto - Leocadia Leal (1 Episodio)
- Savio Moll - Salvatore Tomattini (26 Episodios)
- Carol Futuro - Sissineide Madeira (26 Episodios)
- Luciano Quirino - Ptolomeu Prata (25 Episodios)
- Dudu Varello - Joca (25 Episodios)
- Giulia Gatti - Lia (25 Episodios)
- Kaik Brum - Dudu (25 Episodios)
- Bia Sion - ZZ (26 Episodios)
- Marcelo Garcia - Ferocatus (26 Episodios)

Elenco Convidado
- Tadeu Aguiar - Albert Einstein (1 episódio)

| Ordem | Número | Nome do Episódio        | Lançamento             |
| --- | ------ | ----------------------- | ---------------------- |
| 223 | 1      | "A Horta Genial"        | 6 de Agosto de 2018    |
| Bento, Pippo e Sol criam uma horta, mas ela desaparece. A investigação leva os detetives ao Prédio Amarelo. Eles conhecem os vizinhos e a síndica Marga. Esse episódio marca a primeira aparição de Marga. |        |                         |                        |
| 224 | 2      | "Encomenda Anônima"     | 7 de Agosto de 2018    |
| As crianças são rivais, mas Leocádia e Marga parecem se entender cada vez mais. Um pacote suspeito aparece na portaria e os detetives decidem investigar.                                                  |        |                         |                        |
| 225 | 3      | "O Invasor"             | 8 de Agosto de 2018    |
| Leocádia decide trocar o sofá. Sem ter onde dormir, Theobaldo se muda para o porão. Após uma guerra de geleca, os detetives passam a noite no pátio vigiando.                                              |        |                         |                        |
| 226 | 4      | "O Piano Fantasma"      | 9 de Agosto de 2018    |
| O Prédio Azul é acordado por um piano que toca sozinho. Leocádia fica irritada porque é a música que ela mais odeia. Os detetives precisam descobrir o responsável por isso.                               |        |                         |                        |
| 227 | 5      | "Gênio Apaixonado"      | 10 de Agosto de 2018   |
| Leocádia decide que seu par ideal deve ser um grande gênio. Albert Einstein chega ao Prédio Azul, mas se envolve em um mistério que apenas Sol, Bento e Pippo podem resolver.                              |        |                         |                        |
| 228 | 6      | "A Mala"                | 13 de Agosto de 2018   |
| O Prédio vive um clima de aeroporto e viagens de avião até que surge uma mala misteriosa na portaria. Aquele que descobrir a senha do cadeado vai poder ficar com ela.                                     |        |                         |                        |
| 229 | 7      | "Jornais Picados"       | 14 de Agosto de 2018   |
| Todos os jornais dos prédios Azul e Amarelo aparecem cortados. Por que alguém faria isso? É mais um mistério para os detetives investigarem.                                                               |        |                         |                        |
| 230 | 8      | "Nó Cego"               | 15 de Agosto de 2018   |
| Lena faz uma exposição com cordas, mas elas desaparecem. Leocádia se mete em uma confusão e os detetives ficam com um nó na cabeça.                                                                        |        |                         |                        |
| 231 | 9      | "O Grava-Odor"          | 16 de Agosto de 2018   |
| Bento produz uma traquitana, um objeto capaz de sentir qualquer cheiro, mas o Grava-Odor começa a invadir a privacidade dos moradores. Surge um mistério e todos são suspeitos.                            |        |                         |                        |
| 232 | 10     | "Guerra de Som"         | 17 de Agosto de 2018   |
| Os vizinhos do Prédio Amarelo dão uma festa e colocam música alta. Incomodados, Sol, Bento e Pippo tocam rock o mais alto possível. No meio de tanto barulho surge um mistério.                            |        |                         |                        |
| 233 | 11     | "Matinta Pereira"       | 20 de Agosto de 2018   |
| Severino vê penas caídas no pátio e se apavora. Ele cisma que a Matinta Pereira, lenda do folclore brasileiro, está rondando o Prédio Azul e pode querer levar uma das crianças.                           |        |                         |                        |
| 234 | 12     | "O Brechó"              | 21 de Agosto de 2018   |
| Sol e Sissi organizam um brechó no pátio. Uma bolsa desaparece e o xale escolhido por Leocádia não cai tão bem. Os detetives precisam solucionar um caso.                                                  |        |                         |                        |
| 235 | 13     | "Dança das Cadeiras"    | 22 de Agosto de 2018   |
| A cadeira de Theobaldo desaparece e os detetives acreditam que tem dedo dos vizinhos do Prédio Amarelo. O mistério não é tão simples quanto parece. Será mais um plano de Marga?                           |        |                         |                        |
| 236 | 14     | "Severino Robô"         | 23 de Agosto de 2018   |
| Enquanto as crianças entram em uma disputa com os vizinhos, Severino sonha com seu próprio programa de TV. Leocádia decide fazer uma poção mágica que vai provocar muita confusão.                         |        |                         |                        |
| 237 | 15     | "O Machado"             | 24 de Agosto de 2018   |
| Alguém tenta cortar um galho da árvore no pátio do Prédio Azul, que começa misteriosamente a ser tomado por plantas. Os detetives vão precisar resolver os dois mistérios.                                 |        |                         |                        |
| 238 | 16     | "Memória de Mamute"     | 28 de Agosto de 2018   |
| É dia de Festa do Campo no Prédio Azul e todos os moradores estão animados. Severino está com a cabeça meio esquecida e Theobaldo decide ajudar, mas causa a maior confusão.                               |        |                         |                        |
| 239 | 17     | "Concurso de Empanadas" | 29 de Agosto de 2018   |
| Tomatini recebe um amigo argentino no Prédio Azul e todos organizam um concurso para escolher a melhor empanada. Marga resolve colocar mais um plano maligno em prática.                                   |        |                         |                        |
| 240 | 18     | "Savana Africana"       | 30 de agosto de 2018   |
| Leocádia está com vontade de participar de um safári e decide fazer um feitiço para trazer a selva até o Prédio Azul. Mais uma confusão para os detetives resolverem.                                      |        |                         |                        |
| 241 | 19     | "A Mancha Suspeita"     | 31 de agosto de 2018   |
| As crianças organizam a Feira Científica do Prédio Azul. Todos levam inventos interessantes até que surge um mistério perigoso: um buraco negro.                                                           |        |                         |                        |
| 242 | 20     | "O Martelo Misterioso"  | 1 de Setembro de 2018  |
| O quadro da Vó Berta amanhece torto e Leocádia promete pregá-lo firme na parede. Severino está sem o martelo e Leocádia decide pegar emprestado o do grande deus Thor.                                     |        |                         |                        |
| 243 | 21     | "Dia Da Brinquelândia"  | 4 de Setembro de 2018  |
| Pippo, Sol e Bento decidem trocar brinquedos usados e criar uma Brinquedoteca, mas Marga ouve a conversa deles e tem uma ideia maligna em mente.                                                           |        |                         |                        |
| 244 | 22     | "A Banheira de Ouro"    | 5 de Setembro de 2018  |
| Uma banheira de ouro surge no pátio. Leocádia fica fascinada e acredita que é um presente de Theobaldo. Os detetives precisam solucionar mais um mistério com a marca da aranha.                           |        |                         |                        |
| 245 | 23     | "Contos da Carochinha"  | 6 de Setembro de 2018  |
| O livro da Carochinha, de Leocádia, desaparece. O Prédio Azul é enfeitiçado, dando vida a vários contos de fadas, como Chapeuzinho Vermelho, Três Porquinhos e Lobo Mau.                                   |        |                         |                        |
| 246 | 24     | "Vovó Tatuada"          | 7 de Setembro de 2018  |
| 247 | 25     | "O Sumiço dos Sapatos"  | 8 de Setembro de 2018  |
| 248 | 26     | "A Aranha"              | 10 de Setembro de 2018 |

## 11.ª temporada (2018)
Elenco Regular
- Pedro Henriques Motta - Pippo (26 episódios)
- Nicole Orsini - Berenice Leal (26 episódios)
- Anderson Lima - Bento (25/26 episódios)
- Letícia Braga - Sol (25 episódios)
- Ronaldo Reis - Severino (26 episódios)
- Charle's Myara - Theobaldo (26 episódios)
- Suely Franco - Vó Berta (26 episódios)
- Cláudia Netto - Dona Leocádia (26 episódios)
- Miriam Freeland - Lena (25 episódios)
- Carol Futuro - Sissineide (24 episódios)
- Luciano Quirino - Ptolomeu (23 episódios)
- Sávio Moll - Tomatini (25 episódios)
- Marcelo Garcia - Ferocatus (24 episodios)
- Giulia Gatti - Lia (2 episodios)
- Dudu Varello - Joca (1 episódio)

| Ordem | Número | Titulo                              | Exibição Original      |
| ----- | ------ | ----------------------------------- | ---------------------- |
| 249   | 1      | A Mão Peluda                        | 5 de Novembro de 2018  |
| 250   | 2      | Noite Japonesa                      | 5 de Novembro de 2018  |
| 251   | 3      | Dia de Rap                          | 6 de Novembro de 2018  |
| 252   | 4      | Bordados                            | 7 de Novembro de 2018  |
| 253   | 5      | Futebol de Cinco                    | 8 de Novembro de 2018  |
| 254   | 6-7    | O Sumiço do Genésio (Final 1 e 2)   | 9 de Novembro de 2018  |
| 255   | 7      | A Furadeira                         | 12 de Novembro de 2018 |
| 256   | 8      | As Bodas da Vó Berta                | 13 de Novembro de 2018 |
| 257   | 9      | O Refugiado                         | 14 de Novembro de 2018 |
| 258   | 10     | O Popular                           | 15 de Novembro de 2018 |
| 259   | 11-12  | O Drone (Final 1 e 2)               | 16 de Novembro de 2018 |
| 260   | 12     | Lavando Roupa Suja                  | 19 de Novembro de 2018 |
| 261   | 13     | Dia do Porteiro                     | 20 de Novembro de 2018 |
| 262   | 14     | O Sal Sumiu!                        | 21 de Novembro de 2018 |
| 263   | 15     | A Visita de Leonardo                | 22 de Novembro de 2018 |
| 264   | 16-17  | Dia dos Mortos (Final 1 e 2)        | 23 de Novembro de 2018 |
| 265   | 17     | A Maldição do Game                  | 26 de Novembro de 2018 |
| 266   | 18     | Professora de Arrumação             | 27 de Novembro de 2018 |
| 267   | 19     | A Terra Tremeu                      | 28 de Novembro de 2018 |
| 268   | 20     | Tv Fantasma                         | 29 de Novembro de 2018 |
| 269   | 21-22  | A Borracha (Final 1 e 2)            | 30 de Novembro de 2018 |
| 270   | 22     | Em Busca do Tempo Roubado           | 3 de Dezembro de 2018  |
| 271   | 23     | Câmera Indiscreta                   | 4 de Dezembro de 2018  |
| 272   | 24     | A Gaiola                            | 5 de Dezembro de 2018  |
| 273   | 25     | O Resgate                           | 6 de Dezembro de 2018  |
| 274   | 26-27  | Efeito Psicossomágico (Final 1 e 2) | 7 de Dezembro de 2018  |

## 12.ª temporada (2019)
Elenco Regular

- Letícia Braga - Sol (26 episódios)
- Pedro Henriques Motta (26 episódios)
- Nicole Orsini (26 episódios)
- Anderson Lima (25 episódios)
- Claudia Netto (26 Episódios)
- Charle´s Myara (26 Episódios)
- Ronaldo Reis (26 Episódios)
- Suely Franco (25-26 Episódios)
- Carol Futuro (23-26 Episódios)
- Savio Moll (24-26 Episódios)
- Miriam Freeland (23-25 Episódios)
- Luciano Quirino (22-24 Episódios)
- Marcelo Garcia/Ferocatus (24-26 Episódios)

| Ordem | Número | Título                                      | Exibição original   |
| --- | ------ | ------------------------------------------- | ------------------- |
| 275 | 1      | "Primo Ludovico"                            | 20 de Maio de 2019  |
| Theobaldo recebe a ligação de um primo pedindo abrigo por uma noite. Leocádia se anima e decide trocar o sofá da portaria por um sofá-cama, criando o Hotel Prédio Azul.                                 |        |                                             |                     |
| 276 | 2      | "Rexy, a Ex"                                | 20 de Maio de 2019  |
| O Hotel Prédio Azul recebe mais uma hóspede: a famosa atriz de Magowood, Rexy Rowlands. Ela precisa falar com Theobaldo, mas acaba perdendo um item valioso e os detetives entram em ação.               |        |                                             |                     |
| 277 | 3      | "Bárbara Quem?"                             | 21 de Maio de 2019  |
| Leocádia recebe sua outra sobrinha, Bárbara Quem, que imediatamente começa a implicar com Berenice. Os detetives logo ficam com um pé atrás com a nova hóspede, que parece bem mais chata que a prima.   |        |                                             |                     |
| 278 | 4      | "Campeonato de Bruxô"                       | 22 de Maio de 2019  |
| O novo hóspede do hotel é Bruguila, lutador campeão de Bruxô, um esporte bruxo. Severino é desafiado a lutar e Leocádia faz apostas. O porteiro começa perdendo, mas parece que tem sabotagem na área.   |        |                                             |                     |
| 279 | 5      | "Dia da Saudade"                            | 23 de Maio de 2019  |
| Severino tem saudades de Capim e decide escrever uma carta. Os detetives gostam da ideia e escrevem para as pessoas de que sentem falta, mas as cartas somem, e essa é mais uma missão para os meninos.  |        |                                             |                     |
| 280 | 6–7    | "O Aniversário de Theobaldo (Finais 1 e 2)" | 24 de Maio de 2019  |
| Os moradores do prédio preparam uma festa de aniversário para Theobaldo, que espera uma encomenda especial. O pacote que o mago esperava some, o que acaba espalhando uma confusão.                      |        |                                             |                     |
| 281 | 7      | "Peludos Perdidos"                          | 27 de Maio de 2019  |
| Sissi chega com três cachorrinhos no prédio e os detetives tratam logo de tentar arrumar um lar para os bichinhos. Mas tudo fica de pernas para o ar quando os peludinhos somem.                         |        |                                             |                     |
| 282 | 8      | "Vovó Limpeza"                              | 28 de Maio de 2019  |
| Vovó Sossô, a avó da Detetive Sol, ajuda Severino a cuidar dela enquanto Sissi viaja. Mas uma grande confusão surge quando o paninho de estimação da vovó desaparece.                                    |        |                                             |                     |
| 283 | 9      | "Bruxa da Dança"                            | 29 de Maio de 2019  |
| A nova hóspede do Hotel é uma popstar do mundo bruxo que traz a sua supervassoura dourada. Mas parece que alguém do prédio tinha um interesse muito grande nessa vassoura.                               |        |                                             |                     |
| 284 | 10     | "Os Pais de Berenice"                       | 30 de Maio de 2019  |
| A nova hóspede do Hotel é uma popstar do mundo bruxo que traz a sua supervassoura dourada. Mas parece que alguém do prédio tinha um interesse muito grande nessa vassoura.                               |        |                                             |                     |
| 285 | 11     | "O Bruxo Chapeleiro (Finais 1 e 2)"         | 31 de Maio de 2019  |
| Um famoso chapeleiro de Melondion chega ao prédio e prepara chapéus para todos os moradores. Quando vai esfriar a cuca, seu item mais precioso desaparece, o chapéu da criatividade.                     |        |                                             |                     |
| 286 | 12     | "Uma Noite no Hotel"                        | 3 de Junho de 2019  |
| Os detetives vão passar uma noite no Hotel do Prédio Azul, mas, ao se deitarem na cama, ficam com verrugas no rosto. Chegou a hora de investigar que alergia estranha é essa.                            |        |                                             |                     |
| 287 | 13     | "O Mistério Literário"                      | 4 de Junho de 2019  |
| Leocádia cria um clube de leitura com as moradoras do Prédio, que não conseguem largar os mistérios de Safira Christine. Quando os livros somem, os detetives recebem ajuda de uma hóspede misteriosa.   |        |                                             |                     |
| 288 | 14     | "A Farinha do Chef"                         | 5 de Junho de 2019  |
| Um renomado Chef de Melondion chega ao Prédio Azul trazendo um pote de farinha mágica. O chef parece estar contaminado com a doença do morcego e seu pote de farinha pode esconder algo além de magia.   |        |                                             |                     |
| 289 | 15     | "A Febre"                                   | 6 de Junho de 2019  |
| Severino acorda com febre e Sol vai ajudá-lo trabalhando na recepção do Hotel Prédio Azul, justo no dia em que recebe sua hóspede mais exigente: Dona Leocádia.                                          |        |                                             |                     |
| 290 | 16–17  | "Viagem no Mediterrâneo"                    | 7 de Junho de 2019  |
| Leocádia finalmente juntou o dinheiro para o cruzeiro no Mediterrâneo, mas, antes de viajar, sua mala some. Então, ela rapta Sol para garantir que os detetives achem sua mala.                          |        |                                             |                     |
| 291 | 17     | "Vorki Star"                                | 10 de Junho de 2019 |
| Um roqueiro famoso no mundo bruxo chega no Prédio Azul, trazendo um violino mágico que atrai morcegos e acaba provocando confusões no Prédio.                                                            |        |                                             |                     |
| 292 | 18     | "A Bruxa do Sorvete"                        | 11 de Junho de 2019 |
| Uma famosa sorveteira de Melondion vem ao prédio trazendo seus picolés deliciosos. Depois de se hospedar no hotel, seus picolés são trocados por cópias falsificadas e os detetives precisam investigar. |        |                                             |                     |
| 293 | 19     | "História em Quadrinhos"                    | 12 de Junho de 2019 |
| Os detetives criam uma história em quadrinhos com um personagem bem diferente. Mas quando vão mostrar o trabalho para os pais, a revistinha some e vários objetos do prédio começam a desaparecer.       |        |                                             |                     |
| 294 | 20     | 13 de Junho de 2019                         |                     |
| O Hotel Prédio Azul recebe uma hóspede ilustre: a rainha de Melondion. Toda rainha tem uma coroa, mas a de Petúnia some e os detetives são acionados para investigar.                                    |        |                                             |                     |
| 295 | 21–22  | "O Telescópio Azul (Finais 1 e 2)"          | 14 de Junho de 2019 |
| Bento cria um supertelescópio e Ptolomeu envia o projeto para a Escola de Jovens Cientistas no Chile, mas alguém rapta o invento. Logo, os detetives entram em ação.                                     |        |                                             |                     |
| 297 | 22     | "Vampira"                                   | 17 de Junho de 2019 |
| Leocádia está muito estranha e os detetives suspeitam que ela contraiu a febre do morcego e virou uma vampira.                                                                                           |        |                                             |                     |
| 297 | 23     | "Troca-Troca no Prédio"                     | 18 de Junho de 2019 |
| Os moradores do Prédio Azul esperam a visita de um excêntrico ministro do mundo bruxo. Quando chega, o novo hóspede parece criar uma confusão envolvendo os sapatos dos moradores.                       |        |                                             |                     |
| 298 | 24     | "O Hóspede Fantasma"                        | 19 de Junho de 2019 |
| Alguém dormiu no hotel e deixou a cama toda bagunçada. O clubinho também foi revirado e as coisas estão fora do lugar. Os detetives entram em ação para descobrir quem será esse hóspede fantasma.       |        |                                             |                     |
| 299 | 25     | "Hotel Sem Estrelas"                        | 20 de Junho de 2019 |
| O sofá-cama do hotel é roubado, justo no dia em que o Hotel Prédio Azul recebe uma hóspede importante. Os detetives precisam investigar o que aconteceu.                                                 |        |                                             |                     |
| 300 | 25     | "O Hologramador"                            | 21 de Junho de 2019 |
| A família Prata está de partida e Bento cria uma traquitana para poder falar com seus amigos mesmo de longe. Quando Sol some, os detetives precisam encontrá-la antes de Bento ir embora.                |        |                                             |                     |

## 13.ª temporada (2020)
| Ordem | Número | Título                    | Exibição original   |
| --- | ------ | ------------------------- | ------------------- |
| 301 | 1      | "O Melequento"            | 15 de Junho de 2020 |
| Leocádia e encontra a maçaneta da porta do 333 cheia de meleca. E, por isso, confisca o hologramador de Pippo e Sol.                                                                                         |        |                           |                     |
| 302 | 2      | "O Cardápio"              | 16 de Junho de 2020 |
| Leocádia e Tomatini disputam qual prato de berinjela irá entrar no cardápio da cantina. Mas um caos acontece quando o ingrediente principal da Síndica desaparece e parece que tem magia nessa história.     |        |                           |                     |
| 303 | 3      | "Procura-se Garçom"       | 17 de Junho de 2020 |
| Leocádia faz uma gincana para escolher o novo garçom da cantina. Mas um dos competidores parece ter sido sabotado. Pippo e Sol investigam se ele está falando a verdade.                                     |        |                           |                     |
| 304 | 4      | "A Super Bola"            | 18 de Junho de 2020 |
| Mais uma família chega para visitar o 333. O filho Max, um menino muito esperto que tem uma super bola que escuta tudo. A bola some e ele vai atrás, e Sol e Pippo ficam de olho no potencial detetive.      |        |                           |                     |
| 305 | 5      | "A Inauguração"           | 19 de Junho de 2020 |
| É dia da inauguração da cantina. Leocádia vai se apresentar, mas toma um choque no microfone. Pippo, Sol e o novo detetive Max investigam se quiseram sabotar o grande dia.                                  |        |                           |                     |
| 306 | 6      | "Sono de Dragão"          | 22 de Junho de 2020 |
| Leocádia está dormindo em um sono profundo e não acorda. Logo no dia em que ela iria se apresentar na nova inauguração da cantina com Jeniffer Nascimento.                                                   |        |                           |                     |
| 307 | 7      | "O Mistério dos Quadros"  | 23 de Junho de 2020 |
| O famoso pintor Van Gogh está no Prédio Azul e faz novos quadros para decorar a cantina. Por falar em quadros, o da Vó Berta fica vazio. Os detetives investigam onde ela pode estar.                        |        |                           |                     |
| 308 | 8      | "Um Doce Amargo"          | 24 de Junho de 2020 |
| Tomatini recebe seu amigo Batista para criar uma sobremesa para a Cantina, mas Leocádia decide transformar isso em competição.                                                                               |        |                           |                     |
| 309 | 9      | "Operação Plástico Não!"  | 25 de Junho de 2020 |
| A cantina agora tem canudos de bambu e um repórter vem fazer fotos para o jornal. Os canudos são trocados e os detetives precisam investigar quem quis sabotar o restaurante.                                |        |                           |                     |
| 310 | 10     | "A Piscina da Síndica"    | 26 de Junho de 2020 |
| Max ganha um peixe e Pippo e sol o ajudam a achar um lugar para colocar o bicho. Eles encontram uma piscina no pátio, mas ela parece estar enfeitiçada e transforma o peixe em boia.                         |        |                           |                     |
| 311 | 11     | "Patas de Barata"         | 29 de Junho de 2020 |
| Os detetives encontram patas de barata na cantina que acabou de ser dedetizada. Essa é mais uma missão para os DPA.                                                                                          |        |                           |                     |
| 312 | 12     | "O Cappucino"             | 30 de Junho de 2020 |
| Um cappuccino estranho aparece no prédio e deixa todos que o tomam muito obedientes. Pippo toma um pouco e fica enfeitiçado. Max e Sol precisam investigar o que está acontecendo.                           |        |                           |                     |
| 313 | 13     | "A Bolada"                | 1 de Julho de 2020  |
| Leocádia resolve confiscar todas as bolas do prédio depois de uma bolada quebrar seu bule. Os detetives precisam descobrir quem foi que quebrou para poderem voltar a jogar bola no pátio.                   |        |                           |                     |
| 314 | 14     | "Sem Bateria"             | 2 de Julho de 2020  |
| Tomatini organiza uma festa na Cantina, mas Theobaldo proíbe a festa de acontecer enquanto não acharem o carregador do seu magular. Os detetives precisam achar o carregador logo para que a festa aconteça. |        |                           |                     |
| 315 | 15     | "Uma Fria"                | 3 de Julho de 2020  |
| Após saírem em um dia de calor, os detetives encontram os moradores do prédio congelados. |        |                           |                     |
| 316 | 16     | "Roupas Roubadas"         | 6 de Julho de 2020  |
| O baú de roupas de Berenice some. Ela coloca a culpa nos detetives e deixa sol com orelhas gigantes. Os detetives precisam investigar quem realmente roubou o baú da feiticeira.                             |        |                           |                     |
| 317 | 17     | "O Chapéu da Memória"     | 7 de Julho de 2020  |
| Os moradores do prédio começam a agir de uma maneira muito estranha, Severino está até chamando Leocádia de prometida.                                                                                       |        |                           |                     |
| 318 | 18     | "O Sumiço do Milho"       | 8 de Julho de 2020  |
| Todo o milho da Cantina Tomatini some, bem no dia em que seria a Festa do Milho. Essa é mais uma missão para os Detetives do Prédio Azul.                                                                    |        |                           |                     |
| 319 | 19     | "Enjoados"                | 9 de Julho de 2020  |
| Os clientes da Cantina ficam passando mal após tomarem uma sopa de pepino. |        |                           |                     |
| 320 | 20     | "Ferocata"                | 10 de Julho de 2020 |
| Leocádia começa a ouvir miados pelo prédio. A síndica suspeita dos detetives e toma o gatinho de pelúcia da Sol. Agora os detetives precisam tentar recuperá-lo.                                             |        |                           |                     |
| 321 | 21     | "Onde Está Berê?"         | 13 de Julho de 2020 |
| A Berenice sumiu e pode estar correndo perigo porque ela está sem o colar. Berta acha um perigo rondando a área. Mais do que nunca os detetives precisam se unir aos bruxos para defender o Prédio.          |        |                           |                     |
| 322 | 22     | "O Escorpião"             | 14 de Julho de 2020 |
| Os detetives descobrem que o terrível bruxo Escorpionte de Armadion está rondando o Prédio para invadir o portal do 333.                                                                                     |        |                           |                     |
| 323 | 23     | "Dia de Samba"            | 15 de Julho de 2020 |
| A cantina vai receber o show de um sambista amigo de Severino. Mas o músico começa a agir muito estranho e tenta invadir o 333.                                                                              |        |                           |                     |
| 324 | 24     | "Grilados"                | 16 de Julho de 2020 |
| Os detetives suspeitam que tem algo de estranho acontecendo com Nicanor. O perigo fica cada vez mais próximo e os detetives precisam ser cada vez mais alertas.                                              |        |                           |                     |
| 325 | 25     | "A Invasão"               | 17 de Julho de 2020 |
| Nicanor ajuda o bruxo Escorpionte a criar uma distração para que eles possam abrir o portal no apartamento 333. Os detetives precisam detê-los antes que seja tarde demais.                                  |        |                           |                     |
| 326 | 26     | "A Formatura da Berenice" | 20 de Julho de 2020 |
| É chegado o dia da formatura de Berenice, mas o Prédio está sob grande ameaça. O portal de Ondion corre perigo e Berê tem a missão de protegê-lo e conta com a ajuda dos detetives para isso.                |        |                           |                     |

## 14.ª temporada (2020)
| Ordem | Número | Título                  | Exibição original      |
| --- | ------ | ----------------------- | ---------------------- |
| 327 | 1      | "O Aprendiz"            | 14 de setembro de 2020 |
| Objetos começam a aparecer do nada em vários lugares do prédio; um novo morador vem agitar a vida de todos e os detetives precisam ajudá-lo a encontrar a sua varinha.                                                       |        |                         |                        |
| 328 | 2      | "Grudados"              | 15 de setembro de 2020 |
| Os detetives precisam descobrir quem está grudando vários objetos roubados pelo prédio; Tobby e Berenice estão grudados um no outro e precisam aprender a trabalhar em dupla.                                                |        |                         |                        |
| 329 | 3      | "Loucos Por Pizza"      | 16 de setembro de 2020 |
| Tobby experimenta uma novidade do mundo dos ordinários: pizza e os detetives investigam se foi ele que mordeu todas as pizzas que Tomatini fez.                                                                              |        |                         |                        |
| 330 | 4      | "A Alergia"             | 17 de setembro de 2020 |
| Sissi aparece com uma alergia nas mãos e os detetives precisam descobrir se essa coceira está ligada à gosma verde que vem aparecendo em vários lugares do prédio.                                                           |        |                         |                        |
| 331 | 5      | "A Dieta do Wunggy"     | 18 de setembro de 2020 |
| Leocádia compra ração para alimentar uma criatura misteriosa; latidos são ouvidos pelo prédio e os detetives precisam investigar se tem cachorro no prédio antes que a síndica enlouqueça.                                   |        |                         |                        |
| 332 | 6      | "Piolhos No Ar"         | 21 de setembro de 2020 |
| É aniversário da Sol e todos comemoram com uma festa country no pátio. Depois de se divertirem, todos os moradores estão com a cabeça coçando                                                                                |        |                         |                        |
| 333 | 7      | "O Caso do Magopad"     | 22 de setembro de 2020 |
| Tobby mostra para os moradores do prédio o seu Magopad, um tablet do mundo mágico. O aparelho do aprendiz de mago acaba sumindo e os detetives precisam investigar.                                                          |        |                         |                        |
| 334 | 8      | "Aula de Percussão"     | 23 de setembro de 2020 |
| Severino traz uma amiga para ensinar percussão para as crianças. Mas o instrumento da percussionista foi quebrado e os detetives precisam descobrir quem foi antes que ela veja.                                             |        |                         |                        |
| 335 | 9      | "O Personal"            | 24 de dezembro de 2020 |
| Leocádia começa a fazer aulas de ginástica com Artur. Os instrumentos do professor somem e os detetives vão investigar. |        |                         |                        |
| 336 | 10     | "Noite Cabo-Verdiana"   | 25 de setembro de 2020 |
| É aniversário de casamento de Tina e Artur e Max ajuda o pai a preparar uma festa inspirada em Cabo Verde, terra de onde vem a família de sua mãe.                                                                           |        |                         |                        |
| 337 | 11     | "Um Ser Apaixonador"    | 28 de setembro de 2020 |
| Severino está agindo de modo muito estranho e os Detetives do Prédio Azul vão investigar. |        |                         |                        |
| 338 | 12     | "O Vendedor"            | 29 de setembro de 2020 |
| Severino está vendendo shampoo para ajudar a pagar as aulas de inglês da Sol. Mas os produtos desaparecem antes que ele consiga vender tudo.                                                                                 |        |                         |                        |
| 339 | 13     | "Aula de Inglês"        | 30 de setembro de 2020 |
| O pai de Sol manda dos Estados Unidos um presente superlegal que vai ajudar a detetive da capa vermelha a dar aulas de inglês para todos no prédio.                                                                          |        |                         |                        |
| 340 | 14     | "Bafudos"               | 1 de outubro de 2020   |
| Onde será que estão as pastas de dente de todos os moradores do Prédio Azul? Os detetives precisam encontrar porque ninguém merece ficar com bafo.                                                                           |        |                         |                        |
| 341 | 15     | "Rapadura"              | 2 de outubro de 2020   |
| Tina quer diminuir o consumo de doce. Mas alguém acaba comendo a rapadura de Severino escondido. |        |                         |                        |
| 342 | 16     | "Darwin no Prédio Azul" | 5 de outubro de 2020   |
| Leocádia chama um amigo para ajudar a entender como aconteceu a evolução do wunggy. Charles Darwin chega ao prédio azul, mas logo desaparece.                                                                                |        |                         |                        |
| 343 | 17     | "Bolhas de Sabão"       | 6 de outubro de 2020   |
| Bolhas de sabão aparecem em todos os lugares do prédio. A síndica acaba escorregando no sabão e fica uma fera. Os detetives precisam descobrir quem está por trás disso.                                                     |        |                         |                        |
| 344 | 18     | "A Decoradora"          | 7 de outubro de 2020   |
| Leocádia começa a redecorar o prédio todo, e os moradores não estão muito felizes. A síndica desaparece e os detetives escutam seus gritos.                                                                                  |        |                         |                        |
| 345 | 19     | "Maracujás"             | 8 de outubro de 2020   |
| O amor está no ar. Todos os moradores do prédio estão extremamente amorosos. |        |                         |                        |
| 346 | 20     | "Festa da Rainha Roxa"  | 9 de outubro de 2020   |
| Mais uma comemoração no Prédio Azul. Dessa vez temos a festa bruxesca da Rainha Roxa. Os detetives precisam investigar o sumiço do anel de Theobaldo, que não pode cair em mãos erradas.                                     |        |                         |                        |
| 347 | 21     | "Pipocas Coloridas"     | 12 de outubro de 2020  |
| É dia de cinema na casa de Max e pipocas coloridas começam a aparecer pelo prédio. |        |                         |                        |
| 348 | 22     | "Inspetor Douglas"      | 13 de outubro de 2020  |
| Um visitante estranho aparece no prédio atrás de animais. Os detetives precisam ficar de olho. |        |                         |                        |
| 349 | 23     | "O Teste"               | 14 de outubro de 2020  |
| É a hora do teste final de Tobby e Berê. Chega a hora do aprendiz de mago dizer adeus |        |                         |                        |
| 350 | 24     | "Rumo à Itália"         | 15 de outubro de 2020  |
| É chegada a hora do detetive Pippo se despedir do Prédio Azul. Mas antes ele precisa cumprir sua última missão: não deixar a receita secreta da família Tomatini cair em mãos erradas. Esse episódio marca a saída de Pippo. |        |                         |                        |
| 351 | 25     | "As Botas de Flor"      | 16 de outubro de 2020  |
| Maria Flor, prima de Sol, vem morar no Prédio Azul. A menina já chega agitando o prédio e deixando a síndica muito brava. |        |                         |                        |
| 352 | 26     | "Bye, Bye Prédio Azul"  | 16 de outubro de 2020  |
| É hora de Sol dizer adeus e morar com seu pai nos Estados Unidos. Mas antes ela precisa saber se sua prima Flor é digna de ocupar seu posto no clubinho e honrar a capa vermelha. Esse episódio marca a saída de Sol.        |        |                         |                        |

## 15.ª temporada (2021)
| Ordem | Número | Título                     | Exibição original   |
| --- | ------ | -------------------------- | ------------------- |
| 353 | 1      | "Chulé de Todos"           | 17 de maio de 2021  |
| Tem morador novo na área. Mas alguma coisa não está cheirando bem, Será que morador novo tem chulé ? Ou será que é um bom detetive?                                                                      |        |                            |                     |
| 354 | 2      | "Gravidices"               | 17 de maio de 2021  |
| A mãe de Berenice está de volta e dessa vez é para ficar. Ela está grávida já chega no prédio trazendo muita confusão.                                                                                   |        |                            |                     |
| 355 | 3      | "Mordida Forte"            | 18 de maio de 2021  |
| Parece que alguns itens do enxoval de Rúbia sumiram . E com tanta coisa estranha acontecendo no Prédio, é melhor os detetives investigarem.                                                              |        |                            |                     |
| 356 | 4      | "Mago Vegano"              | 19 de maio de 2021  |
| Um grande amigo de Rúbia vem visitar o prédio azul , e moradores fazem um churrasco para o chá de bebê, mas parece que tem alguém querendo sabotar a festa. Essa é mais uma missão para os DPA.          |        |                            |                     |
| 357 | 5      | "O caso do ventilador"     | 20 de maio de 2021  |
| O calor está cada vez mais forte e Severino junta as economias pra comprar um ventilador. O aparelho aparece misteriosamente quebrado e os .                                                             |        |                            |                     |
| 358 | 6      | "Tardes de Biscoitos"      | 21 de maio de 2021  |
| Parem tudo pelo bem do planeta. Flor fez biscoitos deliciosos, mas eles sumiram enquanto esfriavam . |        |                            |                     |
| 359 | 7      | "O Leque"                  | 24 de maio de 2021  |
| O leque da vó Berta desapareceu. O objeto é tão querido que a bruxa saiu do quadro para procurá-lo e agora os detetives vão ajudá-la a encontrar.                                                        |        |                            |                     |
| 360 | 8      | "Minhocas e Sardinhas"     | 25 de maio de 2021  |
| Minhocas espalhadas pelo prédio e churrasco de sardinha. No meio disso tudo o álcool gel de Zeca some e os detetives vão investigar.                                                                     |        |                            |                     |
| 361 | 9      | "Chuva de Sapatinhos"      | 26 de maio de 2021  |
| Um amigo de Rúbia chega de Ondion trazendo uma chuva de sapatinhos para a bebê. Os detetives fazem um brechó no pátio, mas todos os produtos desaparecem.                                                |        |                            |                     |
| 362 | 10     | "Camomila Atômica"         | 27 de maio de 2021  |
| Tem coisas que só acontecem no Prédio Azul, como um chá de camomila que deixa agitado. |        |                            |                     |
| 363 | 11     | "Tinta de Jenipapo"        | 28 de maio de 2021  |
| .Uma amiga do Zeca vem do Xingu visitar o prédio. Ela traz açaí e tinta de jenipapo pra eles brincarem. E as paredes do prédio aparecem sujas. Os detetives precisam investigar para provar a inocência. |        |                            |                     |
| 364 | 12     | "A Vassoura de Rúbia"      | 31 de maio de 2021  |
| Rúbia perde sua vassoura após uma ventania estranha no prédio. Severino também não é encontrado e os detetives decidem investigar.                                                                       |        |                            |                     |
| 365 | 13     | "Dia do Padrinho"          | 1 de junho de 2021  |
| .Tobby está de volta ao Prédio Azul para comemorar o dia do padrinho com Theobaldo. Mas o Mago parece ter a atenção voltada só para nova afilhada que vem aí.                                            |        |                            |                     |
| 366 | 14     | "Terremoto no Prédio Azul" | 2 de junho de 2021  |
| Teve um terremoto no prédio azul. Aqui nada é impossível e os detetives precisam investigar. |        |                            |                     |
| 367 | 15     | "O Deserto"                | 3 de junho de 2021  |
| O Prédio Azul se transforma em um deserto. Sem água e debaixo de um calor, os detetives precisam descobrir quem fez isso e destruiu os cactos do jardim da síndica antes de virarem camelos.             |        |                            |                     |
| 368 | 16     | "A Mochila"                | 4 de junho de 2021  |
| Os detetives vão brincar de ilha deserta no pátio, mas a mochila de Flor com todos os itens de sobrevivência some. Agora os detetives precisam investigar.                                               |        |                            |                     |
| 369 | 17     | "Notícias Falsas"          | 7 de junho de 2021  |
| Um jornal com notícias falsas sobre todos os moradores aparece no Prédio e deixa a síndica furiosa. |        |                            |                     |
| 370 | 18     | "O Mistérios das Sementes" | 8 de junho de 2021  |
| Os detetives investigam o sumiço das sementes que estavam espalhadas pelo Prédio. Esse mistério promete trazer uma grande surpresa no final.                                                             |        |                            |                     |
| 371 | 19     | "Um Prédio Florido"        | 9 de junho de 2021  |
| O Prédio Azul é transformado em doce. E todos que comem parecem ficar hipnotizados. Os detetives precisam investigar antes que caiam na tentação                                                         |        |                            |                     |
| 372 | 20     | "Marimbondos"              | 10 de junho de 2021 |
| Amaranta começa seu plano de trazer Berenice para o lado do mal e convence a feiticeira a atacar o prédio com marimbondos.                                                                               |        |                            |                     |
| 373 | 21     | "O Estetoscópio"           | 11 de junho de 2021 |
| Um estetoscópio bem diferente aparece no prédio e ele parece conseguir ouvir todas as coisas. |        |                            |                     |
| 374 | 22     | "Berenice em Fuga"         | 14 de junho de 2021 |
| Berenice não anda nada satisfeita com a gravidez da mãe e resolve desaparecer. Agora os detetives precisam ajudar Rúbia a encontrá-la.                                                                   |        |                            |                     |
| 375 | 23     | "A Câmera Mágica"          | 15 de junho de 2021 |
| Theobaldo compra uma câmera mágica para filmar o parto de Rúbia, mas o objeto desaparece e os detetives precisam descobrir quem foi que pegou.                                                           |        |                            |                     |
| 376 | 24     | "A Guitarra de Laila"      | 16 de junho de 2021 |
| Justo no dia que Laila tem um show super importante, sua guitarra some. Essa é mais uma missão para os Deteives do Prédio Azul.                                                                          |        |                            |                     |
| 377 | 25     | "Cheiro de Sândalo"        | 17 de junho de 2021 |
| Os detetives resolvem investigar o que tem dentro da misteriosa churrasqueira do pátio. E fazem uma descoberta sobre alguém que enganou o prédio todo.                                                   |        |                            |                     |
| 378 | 26     | "Choro de Bebê Bruxo"      | 18 de junho de 2021 |
| Depois de se disfarçar como enfermeira, Amaranta consegue o que queria: trazer de volta o seu marido Alejandro. Uma grande batalha pela proteção do portal se aproxima .                                 |        |                            |                     |

## 16.ª temporada (2022)
| Ordem | Número | Título                       | Exibição original   |
| --- | ------ | ---------------------------- | ------------------- |
| 379 | 1      | "O Novo Portal"              | 7 de março de 2022  |
| Brisa, a irmã mais nova de Berenice, já está aprontando todas no Prédio Azul; as duas disputam para ver quem é a mais forte e acabam causando uma grande confusão.                                                                    |        |                              |                     |
| 380 | 2      | "Parafusos a Menos"          | 7 de março de 2022  |
| Os detetives vão investigar quem tirou os parafusos do skate do Max e da cadeira da Leocádia: parece que tem um ladrão de parafusos na área.                                                                                          |        |                              |                     |
| 381 | 3      | "Papel Machê"                | 8 de março de 2022  |
| As coisas do prédio estão ficando cobertas de papel machê. E, para variar, Dona Leocádia acha que foram as crianças. Agora, os detetives precisam provar sua inocência.                                                               |        |                              |                     |
| 382 | 4      | "Que Pesadelo!"              | 9 de março de 2022  |
| Em uma noite cheia de pesadelos no prédio, parece que todos tiveram sonhos assustadores com velas. |        |                              |                     |
| 383 | 5      | "Briga Entre Irmãs"          | 11 de março de 2022 |
| Berenice e Brisa não conseguem fechar o novo portal e acabam discutindo. Depois da briga, Berê desaparece, e Brisa pede ajuda aos detetives.                                                                                          |        |                              |                     |
| 384 | 6      | "Ovos Roxos"                 | 14 de março de 2022 |
| Estranhos ovos roxos aparecem pelo prédio. Max e Zeca não conseguem encontrar Flor. Todos se perguntam se tudo isso tem alguma coisa a ver com o novo portal.                                                                         |        |                              |                     |
| 385 | 7      | "A Barda Leocádia"           | 15 de março de 2022 |
| Leocádia decide pegar a caneta de Shakespeare emprestada e ele vem procurar o objeto no prédio azul. Desesperado, ele pede ajuda dos detetives para recuperar o item.                                                                 |        |                              |                     |
| 386 | 8      | "Mana Theodora"              | 16 de março de 2022 |
| Theodora, irmã de Theobaldo, vem ajudar a tomar conta das irmãs feiticeirovskas. Porém, parece que ela gosta de aprontar tanto quanto elas.                                                                                           |        |                              |                     |
| 387 | 9      | "Cadê os Livros?"            | 17 de março de 2022 |
| Uma risadinha estranha é ouvida pelos corredores do prédio azul e ela parece estar ligada diretamente ao sumiço dos livros dos moradores. Os detetives precisam investigar.                                                           |        |                              |                     |
| 388 | 10     | "Sir Lança Forte"            | 18 de março de 2022 |
| O prédio azul é invadido por cavaleiros medievais e os moradores correm perigo. Os detetives precisam descobrir como expulsar os invasores.                                                                                           |        |                              |                     |
| 389 | 11     | "Nas Nuvens"                 | 21 de março de 2022 |
| Após estranho tremor, o prédio parece sair do lugar. Agora, os detetives precisam resolver o caso. |        |                              |                     |
| 390 | 12     | "A História do Prédio Azul"  | 22 de março de 2022 |
| Leocádia quer escrever um livro sobre os acontecimentos do prédio e pede ajuda aos detetives para entrevistar os moradores. A fita do gravador some e agora a turma precisa encontrá-la.                                              |        |                              |                     |
| 391 | 13     | "Carochildo"                 | 23 de março de 2022 |
| Brisa quer ler histórias de um livro que encontrou na biblioteca, mas acaba se irritando e a irritação parece se espalhar para outros moradores do prédio. Os detetives precisam descobrir o que está acontecendo.                    |        |                              |                     |
| 392 | 14     | "Um Dia Escorregadio"        | 24 de março de 2022 |
| Estranhas manchas de óleo deixam os corredores do prédio azul bem escorregadios. Os detetives investigam quem poderia estar fazendo isso.                                                                                             |        |                              |                     |
| 393 | 15     | "Em Choque"                  | 25 de março de 2022 |
| A fiação do prédio começa a sumir após um curto-circuito. A turma começa a se indagar se teria mais algum personagem solto pelos corredores.                                                                                          |        |                              |                     |
| 394 | 16     | "Ataque Zumbi"               | 28 de março de 2022 |
| Leocádia decide escrever um livro de terror enquanto os moradores do prédio começam a agir de maneira estranha pelos corredores. Os detetives precisam descobrir o que assombra o prédio azul.                                        |        |                              |                     |
| 395 | 17     | "Um Mundo em Preto e Branco" | 29 de março de 2022 |
| Alguns moradores do prédio começam a enxergar em preto e branco, como fotos antigas. Os detetives investigam se esse surto tem alguma explicação científica ou tem magia nessa história.                                              |        |                              |                     |
| 396 | 18     | "Quadros que Piscam"         | 30 de março de 2022 |
| Os corredores do prédio começam a ficar cada vez mais perigosos por conta dos personagens da biblioteca. E agora o edifício está cheio de quadros com olhos. A turma de detetives precisa agir para descobrir o que está acontecendo. |        |                              |                     |
| 397 | 19     | "Internet Engarrafada"       | 31 de março de 2022 |
| A internet do prédio azul parece estar sobrecarregada, logo no dia em que Flor precisa fazer uma videochamada com a mãe. Os detetives precisam investigar se tem alguém roubando sinal da rede do edifício.                           |        |                              |                     |
| 398 | 20     | "O Hidrômetro"               | 1 de abril de 2022  |
| As contas de água do prédio vieram muito altas e logo a síndica declara um racionamento. Theobaldo recorre a uma grande amiga para ajudar a descobrir quem está gastando muita água.                                                  |        |                              |                     |
| 399 | 21     | "Sopa de Pedra"              | 4 de abril de 2022  |
| O prédio recebe um visitante misterioso em um dia de greve geral nos mercados. Ele promete fazer almoço para o prédio todo, mas, logo quando chega, seu caldeirão some. Os detetives vão ajudá-lo.                                    |        |                              |                     |
| 400 | 22     | "Papagaio de Pirata"         | 5 de abril de 2022  |
| Os detetives enfrentam mais um personagem que fugiu da Biblioteca pelo novo portal em uma perigosa caça ao tesouro pelos corredores do prédio Azul.                                                                                   |        |                              |                     |
| 401 | 23     | "A Bruxa Orminda"            | 6 de abril de 2022  |
| Theobaldo e Berta chamam uma amiga de Leocádia ao prédio para conseguir pistas. |        |                              |                     |
| 402 | 24     | "O Jovem Martim"             | 7 de abril de 2022  |
| Os detetives descobrirão os mistérios envolvendo Orminda, Sir Lança Forte e a Biblioteca Banida. |        |                              |                     |
| 403 | 25     | "Sussuaruno"                 | 8 de abril de 2022  |
| Todos estão à procura de Sussuaruno, o bibliotecário que acordou os personagens dos livros. Theobaldo acredita que o bruxo é a chave para conseguirem fechar o novo portal.                                                           |        |                              |                     |
| 404 | 26     | "A Biblioteca"               | 8 de abril de 2022  |
| Após encontrarem Sussuaruno Theobaldo, Brisa, Berenice e os detetives querem fechar definitivamente o novo portal, mas o bruxo bibliotecário parece estar em um sono profundo.                                                        |        |                              |                     |

## 17.ª temporada (2023)
| Ordem | Número | Título                                | Exibição original   |
| --- | ------ | ------------------------------------- | ------------------- |
| 405 | 1      | "Casa Bizâncio"                       | 22 de maio de 2023  |
| No Prédio Azul, Rúbia decide abrir a Casa Bizâncio, um local onde se vende um pouco de tudo. Os detetives ficam atentos às novidades no prédio e já investigam os novos mistérios.                                  |        |                                       |                     |
| 406 | 2      | "A Vassoura Voadora"                  | 23 de maio de 2023  |
| A vassoura de Berê sumiu. E os detetives precisam encontrar o objeto mágico se não quiserem ficar envassourados para sempre.                                                                                        |        |                                       |                     |
| 407 | 3      | "Sacola pra Lá, Sacola pra Cá"        | 24 de maio de 2023  |
| Parece que tem alguém no prédio que não está satisfeito com o sucesso da Casa Bizâncio e sumiu com todas as sacolas plásticas da venda. Os detetives precisam investigar.                                           |        |                                       |                     |
| 408 | 4      | "Ora, Botas"                          | 25 de maio de 2023  |
| Frank Fracassorium leva sua bota para consertar na Casa Bizâncio, mas parece que o conserto não deu muito certo. |        |                                       |                     |
| 409 | 5      | "Sabotagem na Live"                   | 26 de maio de 2023  |
| Leocádia faz uma live no pátio com a banda dos detetives, mas parece que tem gente no prédio que não está muito feliz com o sucesso da diva. A live foi sabotada e os detetives precisam descobrir quem foi.        |        |                                       |                     |
| 410 | 6      | "Caldeirão Amassado"                  | 29 de Maio de 2023  |
| A novidade da Casa Bizâncio é um cereal que deixa a língua azul, os detetives investigam quem amassou o caldeirão de Theobaldo.                                                                                     |        |                                       |                     |
| 411 | 7      | "O Sanitarista"                       | 30 de Maio de 2023  |
| Após uma confusão de Brisa, o Prédio Azul é transportado para o passado e Oswaldo Cruz chega para vacinar todos no local.                                                                                           |        |                                       |                     |
| 412 | 8      | "O Caso do Liquidificador"            | 31 de Maio de 2023  |
| Max recebe a visita de sua prima Alice, que traz frutas para um delicioso sacolé. Sem querer, o liquidificador de Tina é quebrado. Ele foi consertado na Casa Bizâncio e agora e deixou todo mundo de boca grudada. |        |                                       |                     |
| 413 | 9      | "Sapateira de Um, Sapateira de Todos" | 1 de Junho de 2023  |
| Zeca tem a ideia de criar uma sapateira coletiva para a portaria do prédio, mas no dia seguinte todos os sapatos somem. E agora os detetives precisam descobrir quem é o ladrão de sapatos.                         |        |                                       |                     |
| 414 | 10     | "Trompete Torto"                      | 2 de Junho de 2023  |
| Theodora leva seu trompete para Bizâncio, mas o objeto some. Todos saem em busca do instrumento. |        |                                       |                     |
| 415 | 11     | "Visita da Fazenda"                   | 5 de Junho de 2023  |
| A mãe de Flor vai ao prédio visitar e faz um delicioso bolo de fubá, mas antes que ela possa ir embora o seu livro de receitas some e os detetives têm a missão de encontra-lo.                                     |        |                                       |                     |
| 416 | 12     | "Gosma Roxa"                          | 6 de Junho de 2023  |
| Uma gosma roxa estranha aparece pelo prédio e a varinha de Olmo do Theobaldo some. Se cair em mãos erradas o prédio todo pode estar em perigo. Então, os detetives precisam investigar.                             |        |                                       |                     |
| 417 | 13     | "Coração Partido"                     | 7 de Junho de 2023  |
| Brisa quebra a bola de Max, que não funciona do mesmo jeito após ser consertada na Casa Bizâncio. |        |                                       |                     |
| 418 | 14     | "Melanciódromo"                       | 8 de Junho de 2023  |
| Após uma competição de arremesso de sementes de melancia à distância o prédio vira um melanciódromo. |        |                                       |                     |
| 419 | 15     | "O Meme da Leocádia"                  | 9 de Junho de 2023  |
| Leocádia tira as fotos de seu novo CD, mas uma engraçada cai na internet e ela vira um meme. |        |                                       |                     |
| 420 | 16     | "Pastando no Prédio Azul"             | 12 de Junho de 2023 |
| Algo estranho está acontecendo no prédio: parece que todos os moradores estão agindo como ovelhas. |        |                                       |                     |
| 421 | 17     | "Uma Pizza Caprichada"                | 13 de Junho de 2023 |
| Leocádia faz mais uma live no pátio e encomenda pizzas para o evento, mas minutos antes do show a síndica fica com a boca mole e não consegue mais cantar.                                                          |        |                                       |                     |
| 422 | 18     | "Bichos e Cebolas"                    | 14 de Junho de 2023 |
| Os detetives precisam investigar o que aconteceu com a Flor, que acha que é um sapo. |        |                                       |                     |
| 423 | 19     | "Carta para Diva"                     | 15 de Junho de 2023 |
| Leocádia recebe um presente de um admirador secreto e decide fazer uma live em agradecimento, mas no meio do show a síndica começa a se coçar desesperadamente e os detetives precisam investigar o que aconteceu.  |        |                                       |                     |
| 424 | 20     | "O Tesourão"                          | 16 de Junho de 2023 |
| O prédio recebe a visita de um jardineiro muito suspeito e os detetives ficam de olho achando que pode ser mais um disfarce de Frank, mas parece que dessa vez o prédio todo está em perigo.                        |        |                                       |                     |
| 425 | 21     | "Tapetes para Todos"                  | 19 de Junho de 2023 |
| Um repórter estranho visita o Prédio Azul e os detetives têm impressão de que o conhecem de algum lugar. Eles precisam ficar de olho no visitante enquanto investigam o sumiço da presilha de Brisa.                |        |                                       |                     |
| 426 | 22     | "A Denúncia"                          | 20 de Junho de 2023 |
| Um repórter estranho visita o Prédio Azul e os detetives têm impressão de que o conhecem de algum lugar. Eles precisam ficar de olho no visitante enquanto investigam o sumiço da presilha de Brisa.                |        |                                       |                     |
| 427 | 23     | "Em Busca de Provas"                  | 21 de Junho de 2023 |
| Um vendedor de chá chega ao prédio para mostrar sua mercadoria para Rúbia e os adultos do prédio parecem estar dormindo em um sonho profundo.                                                                       |        |                                       |                     |
| 428 | 24     | "Adeus, Theobaldo?"                   | 22 de Junho de 2023 |
| Theobaldo está cada vez mais fraco e os detetives começam a suspeitar que existe algum bruxo poderoso por trás disso. Eles precisam descobrir o que está acontecendo pra tentar salvar o mago lagarto.              |        |                                       |                     |
| 429 | 25     | "Dor de Dragão"                       | 23 de Junho de 2023 |
| Após descobrir que existe um bruxo roubando seus poderes Theobaldo vira uma fera. Os detetives e Berenice precisam tentar reverter essa magia antes que o mago fique assim pra sempre.                              |        |                                       |                     |

## 18.ª temporada (2023)
| Ordem | Número | Título                        | Exibição original     |
| --- | ------ | ----------------------------- | --------------------- |
| 430 | 1      | "Museu Azul"                  | 10 de agosto de 2023  |
| Leocádia decide abrir um museu na portaria do Prédio Azul; os detetives precisam ficar alertas pois agora o prédio está cercado por três portas perigosas ligadas ao mundo bruxo: o Portal, a Casa Bizâncio e o Museu.   |        |                               |                       |
| 431 | 2      | "A Guitarra Sabotada"         | 11 de agosto de 2023  |
| A guitarra de Laila está fazendo sons de bichos. Os detetives investigam quem aprontou com a guitarra da mãe de Zeca, justo no dia de um show importante.                                                                |        |                               |                       |
| 432 | 3      | "Cristal da Infância Perdida" | 14 de agosto de 2023  |
| Leocádia, Theobaldo e Vó Berta pegaram a bola de futebol dos detetives e estão agindo de maneira muito estranha? O que será que deu nos bruxos do Prédio? Os detetives precisam investigar.                              |        |                               |                       |
| 433 | 4      | "O Pente Especial"            | 15 de agosto de 2023  |
| Uma cabeleireira famosa em Ondion visita o Prédio e faz penteados irados nos moradores, mas o seu pente especial aparece quebrado. Os detetives precisam descobrir o culpado enquanto Rubia conserta o objeto.           |        |                               |                       |
| 434 | 5      | "A Brisa Sumiu!"              | 16 de agosto de 2023  |
| A Brisa sumiu e Rúbia está aflita! A feiticeirinha sempre apronta, mas será que dessa vez está em apuros? Os detetives vão investigar.                                                                                   |        |                               |                       |
| 435 | 6      | "A Bruxa dos Perfumes"        | 17 de agosto de 2023  |
| Uma famosa perfumista de Ondion chega ao Prédio Azul buscando inspiração para sua nova fragrância. Berenice traz um presente especial para Brisa diretamente de Ondion.                                                  |        |                               |                       |
| 436 | 7      | "Ronco Forte"                 | 18 de agosto de 2023  |
| Os detetives estão animados para comer um delicioso bolo que fizeram. Mas alguém afanou as fatias que estavam no pátio enquanto o bolo esfriava.                                                                         |        |                               |                       |
| 437 | 8      | "O Espelho de Afrodite"       | 21 de agosto de 2023  |
| Leocádia ativa a magia do espelho de Afrodite no Museu, mas o objeto logo aparece quebrado e começa a assustar os moradores do Prédio Azul.                                                                              |        |                               |                       |
| 438 | 9      | "Magia pra que te Quero"      | 22 de agosto de 2023  |
| Sissi e Flor decidem reorganizar o museu enquanto Severino não está, mas Flor acaba quebrando uma peça importante. Enquanto Sissi tenta colar o objeto, Flor e os detetives procuram pela presilha sumida de Brisa.      |        |                               |                       |
| 439 | 10     | "Medo da Própria Sombra"      | 23 de agosto de 2023  |
| Uma excêntrica Bruxa de Ondion vem ao Prédio Azul procurando os Serviços da Casa Bizâncio. Um tremor estranho acontece enquanto objetos de superstição aparecem espalhados pelo prédio.                                  |        |                               |                       |
| 440 | 11     | "O Ovo de Mussodonte"         | 24 de agosto de 2023  |
| Berenice traz de Ondion um ovo misterioso que acaba desaparecendo pelo prédio. Os detetives precisam encontrá-lo antes que o ovo coloque os moradores do Prédio em perigo.                                               |        |                               |                       |
| 441 | 12     | "Dança da Galinha"            | 25 de agosto de 2023  |
| Alguns moradores do prédio começam a agir de uma maneira muito estranha. Flor é atingida e os detetives precisam investigar.                                                                                             |        |                               |                       |
| 442 | 13     | "Saudade Animal"              | 28 de agosto de 2023  |
| Flor está com muitas saudades dos pais e da Fazenda e recebe a visita do pai, que traz um bichinho de estimação. Mas parece que a visita não é suficiente: chegou a hora da capa vermelha voltar para casa.              |        |                               |                       |
| 443 | 14     | "Eu Tenho Meus Truques"       | 29 de agosto de 2023  |
| O Prédio Azul tem uma nova moradora: Mel, filha de Severino; Sissi e chega ao Prédio Azul cheia de truques. |        |                               |                       |
| 444 | 15     | "Enfaixados"                  | 2 de outubro de 2023  |
| Leocádia decide abrir o sarcófago de Nefertiti, que estava exposto no museu, para atrair mais visitantes. No entanto, ela só não esperava que a múmia desaparecesse. Agora, os detetives precisam encontrá-la.           |        |                               |                       |
| 445 | 16     | "O Espanador da Theodora"     | 3 de outubro de 2023  |
| Theodora visita o prédio Azul e Berenice se prepara para o aniversário de Filomena; os detetives investigam uma grande confusão: as roupas dos moradores do prédio estão sendo trocadas em um passe de mágica.           |        |                               |                       |
| 446 | 17     | "Tempero da Índia"            | 4 de outubro de 2023  |
| O prédio Azul é transportado para a Índia e se transforma em uma mistura de cheiros e sabores do país asiático. Agora, os detetives precisam descobrir o que está acontecendo.                                           |        |                               |                       |
| 447 | 18     | "A Skatista"                  | 5 de outubro de 2023  |
| Max convida sua amiga, Isadora Pacheco, skatista olímpica brasileira, para ensinar manobras para os detetives. Mas o skate de Isadora aparece danificado.                                                                |        |                               |                       |
| 448 | 19     | "Uma Folga para Severino"     | 6 de outubro de 2023  |
| Severino finalmente consegue a sonhada folga, mas antes de sair precisa resolver um problema na casa Bizâncio. Enquanto isso, sua vara de pescar de estimação desaparece e os detetives precisam entrar em ação.         |        |                               |                       |
| 449 | 20     | "Mapa Mágico"                 | 9 de outubro de 2023  |
| O prédio recebe a visita de Volatilus, um mago que traz o seu mapa mágico para ser consertado na Casa Bizâncio, mas o item desaparece e os detetives precisam ajudá-lo a encontrar.                                      |        |                               |                       |
| 450 | 21     | "Fios Puxados"                | 10 de outubro de 2023 |
| Fios da tapeçaria do 333 aparecem puxados e vários objetos começam a sumir pelo Prédio Azul. Os detetives investigam se algum bruxo entrou pelo portal.                                                                  |        |                               |                       |
| 451 | 22     | "Escultura Explosiva"         | 11 de outubro de 2023 |
| O prédio recebe a visita de Camille Claudel, uma famosa escultora francesa. Leocádia quer uma escultura exclusiva de si mesma no museu, mas Camille não consegue terminar o trabalho após o sumiço de seus instrumentos. |        |                               |                       |
| 452 | 23     | "Empaçocados"                 | 12 de outubro de 2023 |
| Um estranho vendedor chega ao Prédio Azul. Parece que ele tem um interesse no prédio para além de fazer suas vendas. |        |                               |                       |
| 453 | 24     | "Devorados"                   | 12 de outubro de 2023 |
| O Ovo de Mussodonte finalmente se choca e traz uma grande confusão para o prédio. O bichinho não é fofo como Brisa pensava, e começa a devorar tudo que vê pela frente.                                                  |        |                               |                       |

## 19.ª temporada (2024)
| Ordem | Número | Título                                  | Exibição original     |
| --- | ------ | --------------------------------------- | --------------------- |
| 454 | 1      | "Solte suas Feras"                      | 18 de março de 2024   |
| Zeca descobre que o arranhão feito pelo Mussodonte em sua perna deixou muito mais que uma cicatriz; Theobaldo abre seu gabinete de estudos avançados para tentar ajudar os bruxos de Ondion.                 |        |                                         |                       |
| 455 | 2      | "O Mago Mortiz"                         | 19 de março de 2024   |
| Theobaldo recebe um visitante que traz uma pista importante sobre o que o que pode estar tirando os poderes dos bruxos em Ondion.                                                                            |        |                                         |                       |
| 456 | 3      | "A Impostora"                           | 20 de março de 2024   |
| Mel descobre que sua caneta Pitomba foi substituída por uma impostora. Agora os detetives precisam descobrir o paradeiro da caneta verdadeira.                                                               |        |                                         |                       |
| 457 | 4      | "Aniversário de Casamento"              | 21 de março de 2024   |
| É aniversário de casamento de Severino, e Sissi e o porteiro preparam uma festa no pátio. Mas o presente que ele iria dar a Sissi some e os detetives agora precisam ajudá-lo a encontrar.                   |        |                                         |                       |
| 458 | 5      | "Pedras Amestradas"                     | 22 de março de 2024   |
| Brisa quer um bichinho de estimação, mas todo mundo sabe que Leocádia não permite animais no prédio. O jeito é tentar usar pedras. Mas inicialmente a magia não dá muito certo.                              |        |                                         |                       |
| 459 | 6      | "O Celular da Síndica"                  | 25 de março de 2024   |
| Leocádia está empolgada com as redes sociais, mas sua memória não anda das melhores e a síndica acaba perdendo o celular. Lógico que a culpa cai nos detetives, e agora eles precisam investigar o caso.     |        |                                         |                       |
| 460 | 7      | "As Lentes do Amor"                     | 26 de março de 2024   |
| Um importante item some do Gabinete de Estudos do Theobaldo, e agora os detetives precisam encontrá-lo para que Theobaldo possa avançar nos estudos e ajudar os bruxos de Ondion.                            |        |                                         |                       |
| 461 | 8      | "A Bruxa Arquiteta"                     | 27 de março de 2024   |
| Mais uma bruxa de Ondion chega trazendo pistas que podem ajudar Theobaldo em sua pesquisa. Os detetives precisam resolver uma confusão para que a bruxa não volte descalça.                                  |        |                                         |                       |
| 462 | 9      | "Anos Dourados"                         | 28 de março de 2024   |
| Sem querer, Zeca quebra a vitrola da mãe e decide pedir ajuda de Rúbia para consertá-la. A dúvida é se a bruxa ainda tem os truques de conserto afiados como na época da Casa Bizâncio.                      |        |                                         |                       |
| 463 | 10     | "A Professora Zelena"                   | 29 de março de 2024   |
| Uma nova professora chega para ajudar Brisa nos estudos, mas ela parece ter outros interesses. |        |                                         |                       |
| 464 | 11     | "A Poção da Brisa"                      | 1 de abril de 2024    |
| Brisa cria uma poção para tentar curar uma ferida monstruosa de Zeca, mas a substância acaba se perdendo pelo prédio. Os detetives precisam encontrá-la antes que a magia cause alguma confusão.             |        |                                         |                       |
| 465 | 12     | "Buzi-Buzi"                             | 2 de abril de 2024    |
| Theobaldo perde a caixa com besouros trazidos por Tobby de Ondion e os detetives tentam encontrá-la. |        |                                         |                       |
| 466 | 13     | "Caixinhas Mágicas"                     | 3 de abril de 2024    |
| Brisa cria caixinhas mágicas de alegria para presentear Rúbia e Theobaldo, mas Zelena parece ter outras intenções com esses presentes.                                                                       |        |                                         |                       |
| 467 | 14     | "Um Doce Prédio"                        | 4 de abril de 2024    |
| Uma famosa confeiteira de Ondion vem ao Prédio Azul para pedir ajuda a Theobaldo. Porém, seus deliciosos doces acabam criando uma grande confusão.                                                           |        |                                         |                       |
| 468 | 15     | "Unidos do Prédio Azul"                 | 5 de abril de 2024    |
| Laila e Severino decidem montar com os moradores do prédio um bloco de carnaval. Porém, como naquele edifício nada é normal, coisas estranhas começam a acontecer.                                           |        |                                         |                       |
| 469 | 16     | "O Creme Alterado"                      | 8 de abril de 2024    |
| A memória da síndica parece estar cada vez mais embaralhada e de repente Zeca começa agir da mesma forma. Será que é contagioso? Os detetives irão investigar                                                |        |                                         |                       |
| 470 | 17     | "O Guizo"                               | 9 de abril de 2024    |
| Os detetives começam a ligar os pontos sobre os últimos acontecimentos do prédio. Os fios de lã, os pelos de gato, o creme da síndica e as atitudes de Brisa. Será que essas coisas estão interligadas?      |        |                                         |                       |
| 471 | 18     | "Cama de Gato"                          | 10 de abril de 2024   |
| Theobaldo conseguiu desenvolver o antídoto para a perda de poderes em Ondion, mas uma ameaça maior ainda chega ao prédio Azul                                                                                |        |                                         |                       |
| 472 | 19     | "Acerto de Contas"                      | 11 de abril de 2024   |
| Os bruxos do prédio são encurralados pelas armações das vilãs Zelda e Zilda, chegou a hora do acerto de contas                                                                                               |        |                                         |                       |
| 473 | 20     | "Que tolice, dizer tchau para Berenice" | 12 de abril de 2024   |
| Após ajudar Theobaldo a solucionar os problemas de Ondion, Berê entende que precisa mudar-se para o reino mágico para avançar ainda mais nos seus estudos... A feiticeira vai deixar saudades no Prédio Azul |        |                                         |                       |
| 474 | 21     | "Terror No Prédio Azul"                 | 31 de outubro de 2024 |
| Leocádia decide transformar o Prédio Azul em um estúdio de cinema e convida grandes atores de Magowood para participar de um filme. No meio das filmagens, a atriz principal desaparece.                     |        |                                         |                       |

## 20.ª temporada (2025)
| Ordem | Número | Título                        | Exibição original      |
| --- | ------ | ----------------------------- | ---------------------- |
| 475 | 1      | "Cartas Fechadas"             | 14 de dezembro de 2024 |
| O prédio azul está correndo perigo, mas dessa vez não parece ser trazido por um bruxo, e a solução parece estar em uma caixa que a síndica faz questão de esconder.                                                                                   |        |                               |                        |
| 476 | 2      | "Uma Síndica Muito Boazinha"  | 14 de dezembro de 2024 |
| Severino perde um documento muito importante, e os detetives precisam encontrá-lo antes que a síndica descubra. O que eles não sabem é que Leocádia também está correndo perigo.                                                                      |        |                               |                        |
| 477 | 3      | "A Panela Vermelha"           | 14 de dezembro de 2024 |
| Bananas sumiram de um jeito estranho na loja de sucos e todas as pistas levam a uma panela vermelha. |        |                               |                        |
| 478 | 4      | "Suco Doce"                   | 14 de dezembro de 2024 |
| Severino irá receber o fiscal Nuno para negociar as dívidas do Prédio, mas antes que a reunião aconteça o fiscal desaparece misteriosamente. |        |                               |                        |
| 479 | 5      | "A Colher Dourada"            | 14 de dezembro de 2024 |
| Os detetives investigam o sumiço da Colher Dourada e o principal suspeito é o fantasma. |        |                               |                        |
| 480 | 6      | "Soro da Verdade"             | 12 de maio de 2025     |
| Biscoitos desaparecidos e armazém bagunçado: tudo leva a crer que o fantasma atacou de novo. Enquanto os detetives investigam, Corola tenta colocar mais um plano em prática.                                                                         |        |                               |                        |
| 481 | 7      | "Jantar Sabotado"             | 13 de maio de 2025     |
| Theobaldo prepara um jantar para pedir a mão de Leocádia em casamento, mas parece que os ventos mágicos não estão a favor do mago. |        |                               |                        |
| 482 | 8      | "Quem Pegou Meu Travesseiro?" | 14 de maio de 2025     |
| Os travesseiros dos moradores desapareceram. Mesmo sem uma noite de sono, detetives investigam caso. |        |                               |                        |
| 483 | 9      | "Livro de Sérvio"             | 15 de maio de 2025     |
| Max ganhou um livro para aprender a falar sérvio, mas nem deu tempo de ler e o livro já apareceu rasgado. Os detetives investigam quem está por trás disso.                                                                                           |        |                               |                        |
| 484 | 10     | "O Jaleco Voador"             | 16 de maio de 2025     |
| Na casa de sucos, um fenômeno bizarro ocorre: o jaleco da Dra. Tina parece ter ganhado vida própria e está voando pelo estabelecimento. Surge a suspeita de que um fantasma possa estar por trás desse evento.                                        |        |                               |                        |
| 485 | 11     | "Rock do Zeca"                | 19 de maio de 2025     |
| Todos estão animados para o aniversário do Zeca que vai rolar no pátio. No entanto, os detetives precisam solucionar um mistério musical para que a festa aconteça.                                                                                   |        |                               |                        |
| 486 | 12     | "A Vassoura Prateada"         | 20 de maio de 2025     |
| Um broche que se transforma em vassoura e limpa tudo sozinho é útil para qualquer um. Por isso todos são suspeitos quando o acessório mágico de Rúbia desaparece.                                                                                     |        |                               |                        |
| 487 | 13     | "O Interrogatório Fantasma"   | 21 de maio de 2025     |
| Os detetives estão cada vez mais próximos de conseguir se comunicar com o fantasma, e dessa vez eles parecem ter o plano perfeito. |        |                               |                        |
| 488 | 14     | "O Pedido de Casamento"       | 22 de maio de 2025     |
| Brisa procura pelo fantasma Tibério enquanto Corola, disfarçada de Leocádia, faz aulas de dança com Theobaldo, sob o olhar atento de Túlio, um professor estranho; Theobaldo percebe que seu anel sumiu e os detetives precisam investigar esse caso. |        |                               |                        |
| 489 | 15     | "O Hamster"                   | 23 de maio de 2025     |
| Leocádia disse "sim". Mas Theobaldo não sabe que sua prometida de verdade está presa no porão - e que Corola está disfarçada de síndica e tem mais um plano para encontrar o portal.                                                                  |        |                               |                        |
| 490 | 16     | "O Confeiteiro"               | 26 de maio de 2025     |
| Um confeiteiro de Ondion vai ao prédio para ajudar a falsa Leocádia a escolher o bolo de casamento. O que os detetives não sabem é que esse é só mais um plano de Corola.                                                                             |        |                               |                        |
| 491 | 17     | "O Mistério dos Envelopes"    | 27 de maio de 2025     |
| Tina finalmente recebe uma carta muito importante, mas ela desaparece antes de conseguir abri-la. |        |                               |                        |
| 492 | 18     | "Vestido de Noiva"            | 28 de maio de 2025     |
| O casamento se aproxima e Theobaldo traz um estilista de Ondion para fazer o vestido de sua falsa prometida, até que os tecidos aparecem rasgados e os detetives precisam investigar.                                                                 |        |                               |                        |
| 493 | 19     | "Cataventos"                  | 29 de maio de 2025     |
| Os detetives elaboram um plano para capturar o fantasma, mas antes de encontrá-lo, Brisa desaparece. |        |                               |                        |
| 494 | 20     | "O Alçapão"                   | 30 de maio de 2025     |
| A Bruxa Corola acha o portal e os detetives e bruxos se unem para mandar embora a coruja buraqueira. |        |                               |                        |
| 495 | 21     | "O Casamento"                 | 30 de maio de 2025     |
| Os prometidos Leocádia e Theobaldo vão casar, mas ainda existe um último mistério para investigar. |        |                               |                        |